# Palais de la Cité
Il Palais de la Cité ([pa.lɛ də la si.te]), situato sull'Île de la Cité, nella Senna, nel centro di Parigi, fu la residenza dei re di Francia dal VI fino al XIV secolo. Dal XIV secolo fino alla Rivoluzione francese, fu la sede del tesoro francese, del sistema giudiziario e del Parlamento di Parigi, un'assemblea di nobili. Durante la Rivoluzione servì come tribunale e prigione, dove Maria Antonietta e altri prigionieri furono tenuti e processati dal Tribunale rivoluzionario. Il palazzo fu costruito e ricostruito nel corso di sei secoli; il sito è ora in gran parte occupato dagli edifici del Palazzo di Giustizia dal XIX secolo, ma rimangono alcune importanti vestigia: la sala inferiore medievale della Conciergerie, quattro torri lungo la Senna e, soprattutto, la Sainte-Chapelle, la ex cappella del Palazzo, capolavoro dell'architettura gotica. Entrambe le parti della Conciergerie e della Saint-Chapelle sono classificate come monumenti storici nazionali e possono essere visitate, sebbene la maggior parte del Palazzo di Giustizia sia un tribunale funzionante ed è quindi chiuso al pubblico.

## Storia

### Il Palazzo romano e merovingio
Gli scavi archeologici hanno trovato tracce di insediamenti umani sull'Île de la Cité dal 5000 a.C. fino all'inizio dell'età del ferro, ma nessuna prova che gli abitanti celtici, i Parisii, usassero l'isola come loro capitale. Giulio Cesare registrò un incontro con i capi dei Parisii e di altre tribù celtiche sull'isola nel 53 a.C., ma non sono state trovate prove archeologiche dei Parisii. Tuttavia, dopo che i Romani scacciarono i Parisii nel I secolo a.C., l'isola si sviluppò rapidamente. Mentre il foro e la maggior parte della città romana, chiamata Lutezia, si trovava sulla riva sinistra, un grande tempio era situato all'estremità orientale dell'isola, dove oggi si trova la Cattedrale di Notre-Dame. L'estremità occidentale dell'isola era residenziale, ed era il sito del palazzo dei prefetti romani, o governatori. Il palazzo era una fortezza gallo-romana circondata da bastioni. Nell'anno 360, il prefetto romano Giuliano l'Apostata fu dichiarato imperatore di Roma dai suoi soldati mentre risiedeva in città.
A partire dal VI secolo, i re merovingi usarono il palazzo come loro residenza quando erano a Parigi. Clodoveo, il re dei Franchi, visse nel palazzo dal 508 fino alla sua morte nel 511. I re che lo seguirono, i Carolingi, trasferirono la loro capitale nella parte orientale del loro impero e prestarono poca attenzione a Parigi. Alla fine del IX secolo, dopo che una serie di invasioni da parte dei Vichinghi che minacciarono la città, il re Carlo il Calvo fece ricostruire e rafforzare le mura. Ugo Capeto (941-996), conte di Parigi, fu eletto re dei francesi il 3 luglio 987 e risiedeva nella fortezza quando era a Parigi, ma lui e gli altri re capetingi trascorsero poco tempo in città, e ebbe altre residenze reali a Vincennes, Compiègne e Orléans. L'amministrazione e gli archivi del regno viaggiavano ovunque andasse il re.

### Il palazzo dei capetingi

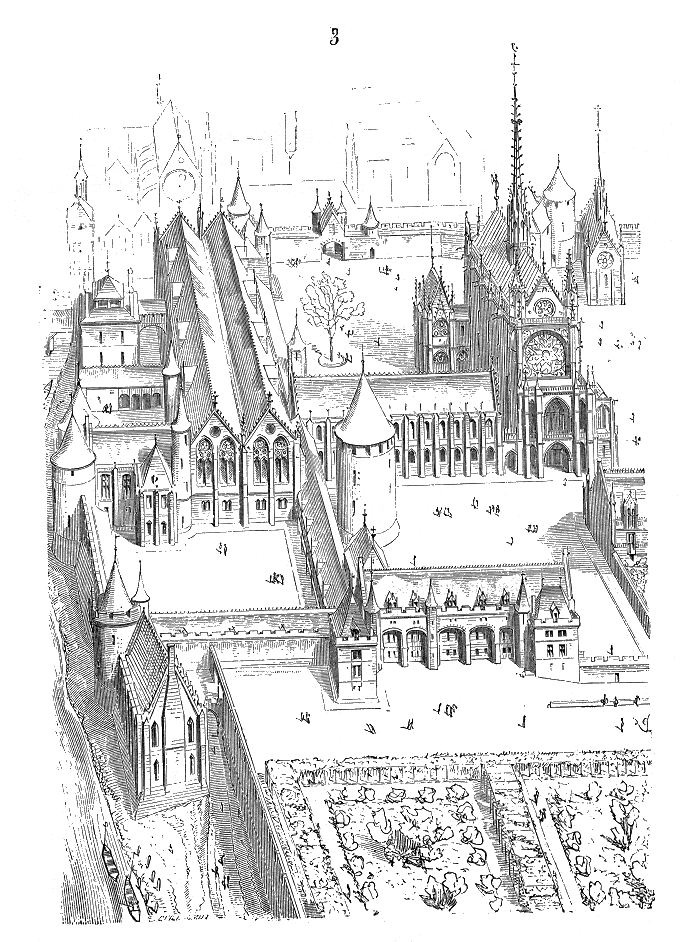
Disegno del palazzo come appariva dopo la costruzione della Sainte-Chapelle (consacrata nel 1248), di Viollet-le-Duc.

All'inizio della dinastia dei Capetingi, i re di Francia governavano poco più di quella che oggi è l'Île-de-France, ma attraverso una politica di conquista e di matrimoni misti, cominciarono ad espandere il loro regno e a trasformare l'antica fortezza gallo-romana in un vero e proprio palazzo. Roberto il Pio, figlio di Ugo Capeto, che regnò dal 972 al 1031, soggiornò a Parigi più spesso dei suoi predecessori. Ricostruì la fortezza in particolare per soddisfare le richieste della sua terza moglie, Costanza d'Arles, per un maggiore comfort. Roberto rafforzò le vecchie mura e aggiunse porte fortificate; l'ingresso principale, molto probabilmente, era sul lato nord. Le mura circondavano un rettangolo lungo 130 metri e largo 110. All'interno delle mura Roberto aveva costruito la Salle de Roi, la sala delle riunioni per la Curia Regis, l'assemblea dei nobili e per il consiglio reale. A ovest di questo edificio costruì la sua residenza, la chambre de Roi. Infine fece costruire una cappella dedicata a San Nicola.

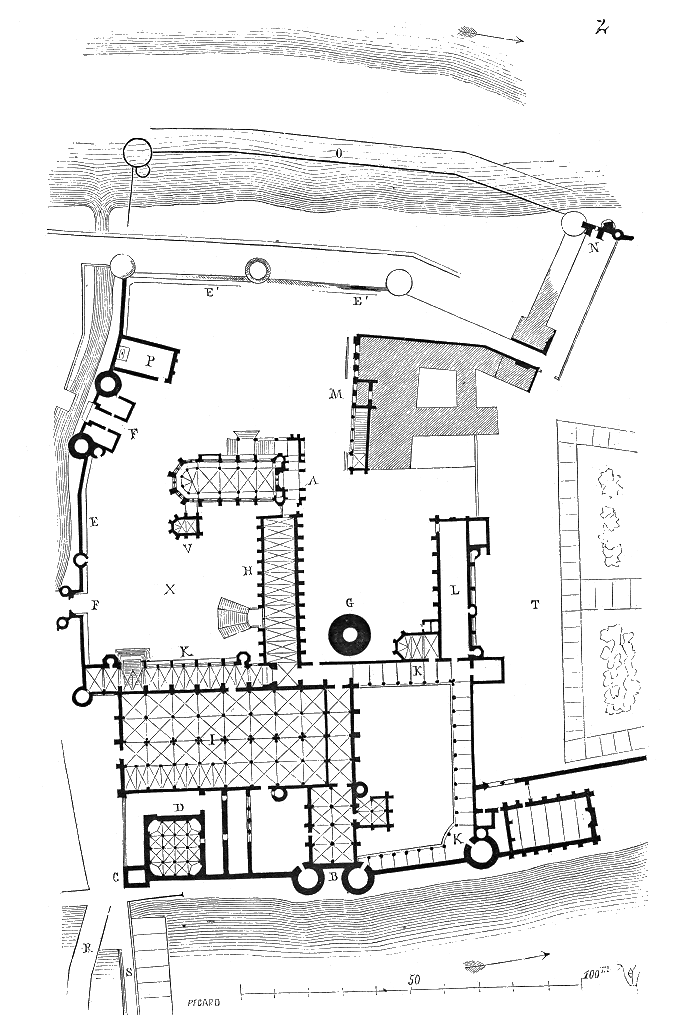
Pianta del palazzo come appariva dopo la costruzione della Sainte-Chapelle, da Eugène Viollet-le-Duc, con la Saint-Chapelle (etichettata "A") vicino al centro e il sito della successiva Conciergerie al di sotto di essa.

Ulteriori aggiunte furono fatte da Luigi VI, con l'aiuto del suo amico e alleato, Sugerio, l'abate della Basilica di Saint-Denis. Luigi VI terminò la cappella di San Nicola, demolì la vecchia torre o mastio al centro e costruì un nuovo massiccio mastio, o torre, la Grosse Tour, largo 11,7 metri alla base, con mura spesse tre metri. Questa torre è esistita fino al 1776.
Suo figlio, Luigi VII (1120–1180) ampliò la residenza reale e vi aggiunse un oratorio; il piano inferiore dell'oratorio divenne poi la cappella dell'attuale Conciergerie. L'ingresso al palazzo in quel momento era sul lato orientale, sulla Cour du Mai, dove fu costruita una grande scalinata cerimoniale. La punta occidentale dell'isola fu trasformata in un giardino recintato e un frutteto.

### Filippo-Augusto
Filippo-Augusto (1180-1223) modernizzò l'amministrazione reale e collocò gli archivi reali, il tesoro e le corti all'interno del Palais de la Cité, e da allora in poi la città funzionò, tranne per brevi periodi, come capitale del regno. Nel 1187 accolse nel suo palazzo il re inglese Riccardo Cuor di Leone. Gli atti della corte mostrano la creazione di una nuova posizione ufficiale, il Concierge, che era responsabile dell'amministrazione dei tribunali di grado inferiore e medio all'interno del Palazzo. Il palazzo prese poi il nome da questa posizione. Filippo migliorò anche notevolmente la salubrità dell'aria intorno al palazzo facendo lastricare di pietra le strade fangose. Queste furono le prime strade lastricate di Parigi.

### Luigi IX e la Sainte-Chapelle
Il nipote di Filippo Augusto, Luigi IX (1214-1270), in seguito noto come San Luigi, costruì un nuovo santuario all'interno delle mura del palazzo per dimostrare che non era solo re di Francia, ma anche il capo del mondo cristiano. Tra il 1242 e il 1248, sul sito dell'antica cappella, costruì la Sainte-Chapelle per custodire le sacre reliquie che aveva acquistato, nel 1238, dal governatore di Costantinopoli, tra cui la presunta corona di spine e il legno della croce della Crocifissione di Cristo. La cappella aveva due livelli; il livello inferiore per i normali servitori del re e il livello superiore per il re e la famiglia reale. La cappella superiore era collegata direttamente alla residenza del re da un passaggio coperto, chiamato Galerie Merciére. Solo il Re poteva toccare la corona di spine, che ogni anno veniva esposta il Venerdì santo.
Luigi IX creò anche diversi nuovi uffici per gestire le finanze, l'amministrazione e il sistema giudiziario del suo regno in crescita. Questa nuova burocrazia, ospitata all'interno del palazzo, alla fine portò a un conflitto tra il governo reale e i nobili, che avevano la loro alta corte, il Parlement de Paris. Per fare spazio alla sua crescente burocrazia e per creare residenze per i Canoini o Canonici, che gestivano l'istituzione religiosa, fece demolire la parete meridionale del Palazzo per sostituirla con abitazioni. Sul lato nord del palazzo, appena fuori le mura della Tour Bonbec, costruì una nuova sala cerimoniale, la Salle sur l'eau.

### Filippo IV

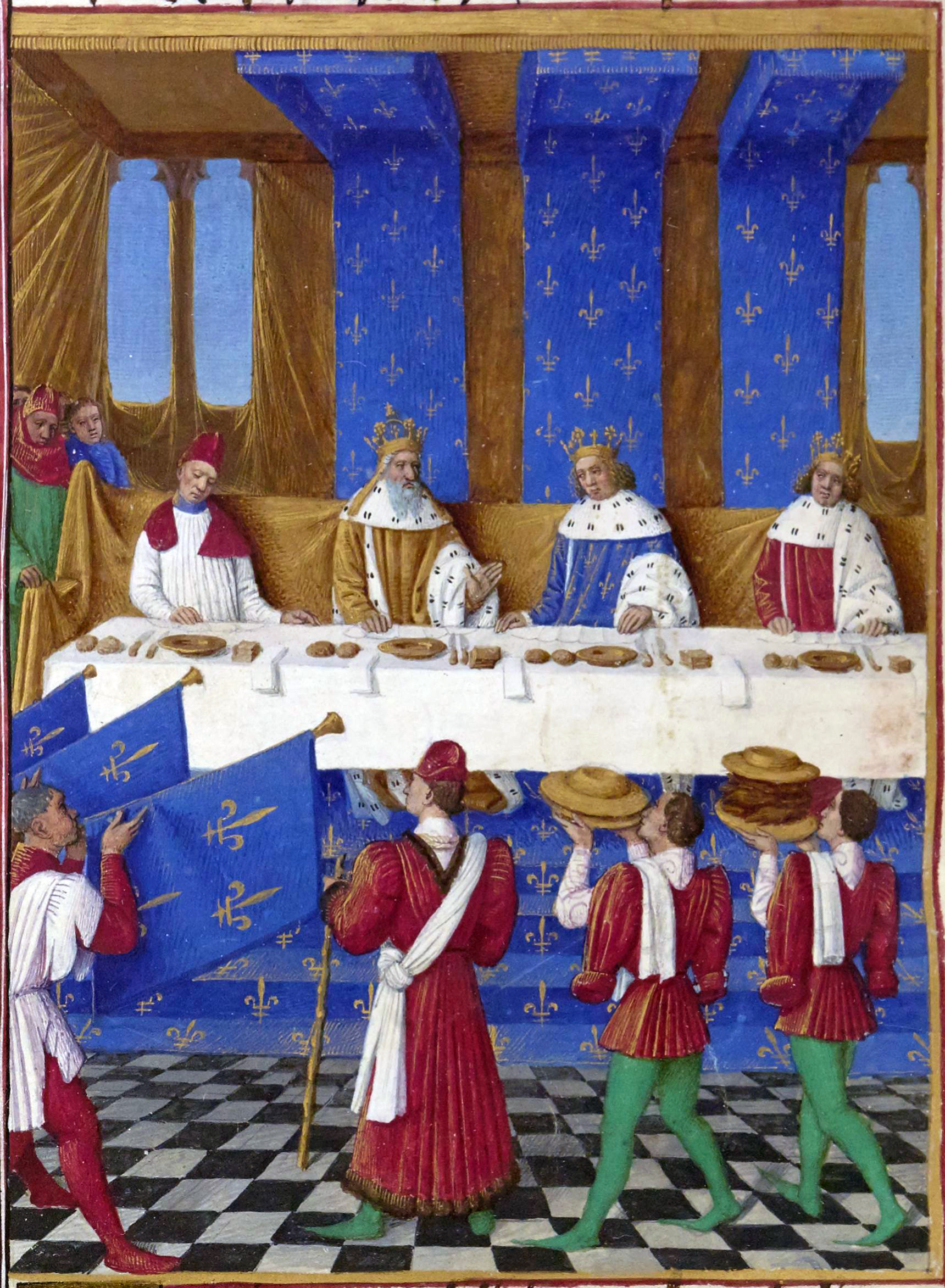
Un banchetto nel 1358 dato da Carlo V di Francia nella Grand-Salle per lo zio Carlo IV di Lussemburgo, dipinto di Jean Fouquet.

Filippo IV (1285-1314) e il suo ciambellano, Enguerrand de Marigny, ricostruirono, ampliarono e abbellirono il palazzo. Sul lato nord espropriarono i terreni dei Conti di Bretagna e costruirono nuovi edifici per la Chambre des Enquetes, che sovrintendeva alla pubblica amministrazione, la Grand'Chambre, altra corte suprema e due nuove torri, la Tour Cesar e la Tour d'Argent, oltre a una galleria che collegava il palazzo alla Tour Bombec. Gli uffici reali presero i loro nomi dalle diverse camere, o stanze, del palazzo; la Chambre des Comptes, camera dei conti, era il tesoro del regno, e le corti erano divise tra la Chambre civile e la Chambre criminelle.

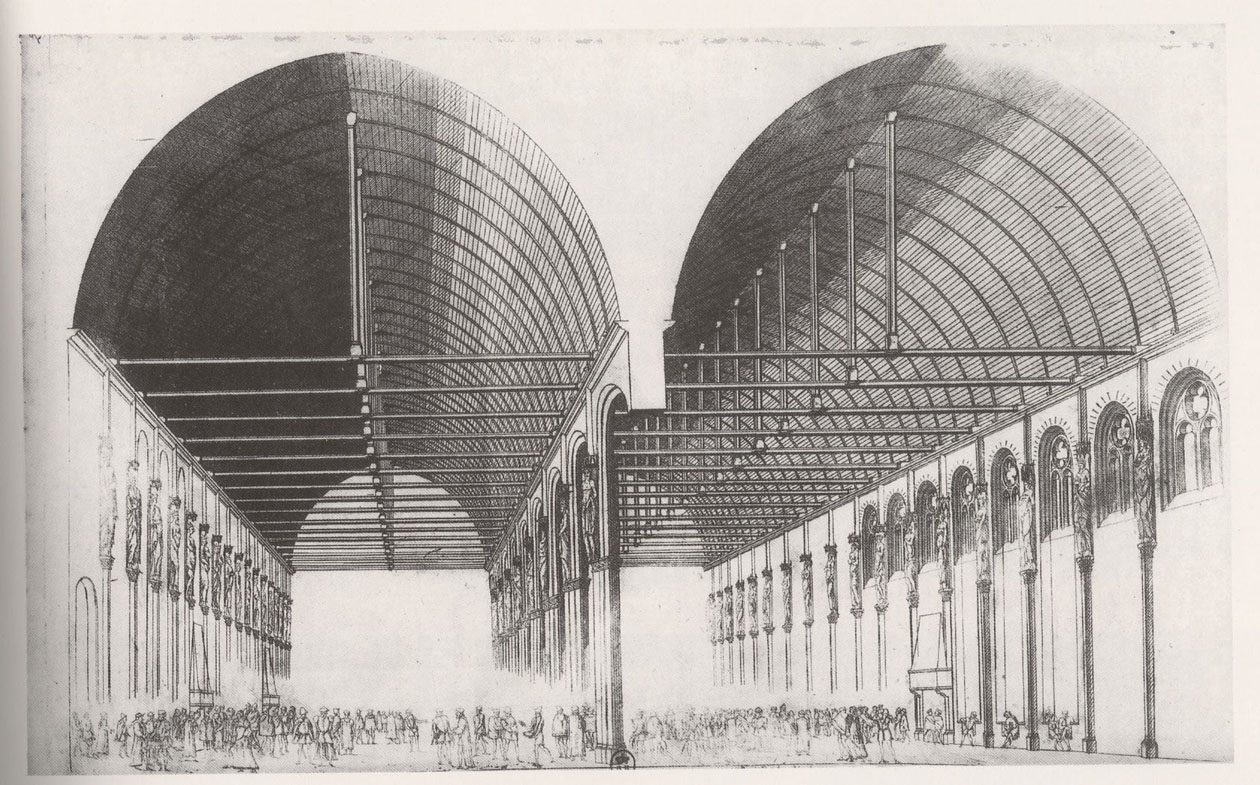
La Grand-Salle del Palazzo nel XVI secolo, di Androuet du Cerceau.

Sul sito dell'antica Salle de Roi costruì una sala riunioni molto più grande e riccamente decorata, la Grand-Salle, a doppia navata, ciascuna delle quali coperta da un alto tetto in legno ad arco. Una fila di otto colonne, al centro della sala, sosteneva l'intelaiatura lignea del tetto. Su ciascuno dei pilastri, e sulle colonne intorno alle pareti, erano collocate le statue policrome dei Re di Francia. Al centro della sala c'era un enorme tavolo in marmo nero di Germania, utilizzato per banchetti, giuramenti, riunioni delle alte corti militari e altre funzioni ufficiali. Un frammento della tavola esiste ancora ed è esposto alla Conciergerie. La Grand-Salle era utilizzata per banchetti reali, procedimenti giudiziari e rappresentazioni teatrali.
All'estremità occidentale dell'isola, dove oggi si trova Place Dauphine, c'era un giardino privato recintato, un bagno pubblico dove il re poteva fare il bagno nell'acqua del fiume e un molo, dal quale il re poteva viaggiare in barca verso le altre sue residenze, la fortezza del Louvre sulla riva destra e la Tour de Nesle sulla riva sinistra.
Il piano inferiore sotto la Grand-Salle conteneva la Salle des Gardes per i soldati che proteggevano il re, oltre che la sala da pranzo per la famiglia del re, inclusi ufficiali, impiegati, ufficiali di corte e servitori. I funzionari dell'alta corte avevano le loro case in città, mentre i funzionari e i servi inferiori vivevano all'interno del palazzo. La famiglia del re al tempo di Filippo IV contava circa trecento persone; contando i servi della regina e dei figli del re, il numero crebbe fino a circa seicento.
Filippo apportò diverse ulteriori importanti modifiche al palazzo. Ricostruì il muro sud e spostò il muro sul lato est per allargare il cortile cerimoniale, Il nuovo muro, più quello di un palazzo che di una fortezza, aveva due grandi porte ed echauguette, o piccoli posti sopraelevati per le sentinelle agli angoli. Restaurò la Salle d'Eau, ampliò il logos de Roi, o residenza reale più a sud, costruì un nuovo edificio per la Chambre des comptes, o tesoro reale, e ampliò il giardino. I lavori erano quasi completati quando il re morì nel 1314. I successori di Filippo fecero alcune ulteriori aggiunte; Giovanni II (1319-1364) costruì nuove cucine su due livelli a nord-ovest della Grand-Salle e costruì una nuova torre quadrata. Più tardi, suo figlio, Carlo V (1338-1380) installò un orologio nella torre, che divenne nota come Tour de l'Horloge.

### Palazzo di giustizia e prigione (XIV secolo)
La guerra dei cent'anni tra Inghilterra e Francia cambiò la storia e la funzione del Palazzo. Il re Giovanni il Buono era stato preso in ostaggio dagli inglesi. Nel 1358 il capo dei mercanti di Parigi, Étienne Marcel, guidò una rivolta contro l'autorità reale. I suoi soldati invasero il palazzo e, alla presenza del figlio del re, il futuro Carlo V, uccisero i consiglieri del re, Jean de Conflans e Robert de Clermont. La ribellione fu sedata e Marcel fu ucciso, ma quando Carlo V salì al trono, nel 1364, decise di spostare la sua residenza a distanza di sicurezza dal centro della città. Costruì una nuova residenza, l'Hotel Saint-Pol, nel quartiere Le Marais, vicino alla fortezza della Bastiglia e in seguito il Palazzo del Louvre e poi il Palazzo delle Tuileries divennero le residenze reali.
I re di Francia non abbandonarono del tutto il palazzo. Tornavano spesso per cerimonie nella Grand-Salle, a ricevere i monarchi stranieri, per presiedere le sessioni del Parlement de Paris e per esporre le sacre reliquie alla Saint-Chapelle per la venerazione della corte. Fino al XVI secolo alcuni i Re fecero lunghi soggiorni all'interno del Palazzo. Tuttavia, l'occupazione principale del palazzo divenne l'amministrazione del tesoro e soprattutto della giustizia reale. Divenne la sede del Parlamento di Parigi, che non era un organo legislativo ma un'alta corte della nobiltà. Il Parlamento registrava tutti i decreti reali ed era la corte d'appello per la nobiltà rispetto alle decisioni dei tribunali reali. Si riuniva nella Grand'Chambre, sotto la presidenza del Re. La gestione del Palazzo divenne responsabilità del Concierge, un alto funzionario di corte nominato dal re. Ad un certo punto, nel XV secolo, il titolo apparteneva a Isabella di Baviera, moglie del re Carlo VI. Il palazzo prese gradualmente il nome da questo funzionario e fu chiamato Conciergerie.
Già nel XIV secolo il palazzo veniva utilizzato anche per rinchiudere prigionieri importanti, affinché non fosse necessario trasferirli dal carcere maggiore della città, a Châtelet, per il processo. Inoltre, il Palazzo disponeva di proprie camere di tortura, utilizzate per favorire le rapide confessioni dei prigionieri. Nel XV secolo il palazzo era una delle principali prigioni di Parigi. L'ingresso del carcere era situato sul cortile principale, la Cour du Mai, così chiamata per l'albero che tradizionalmente i chierici del Palazzo vi mettevano ogni primavera. Le celle della prigione erano situate nei piani inferiori e nelle torri, dove si svolgeva anche la tortura. Raramente i prigionieri venivano tenuti lì per molto tempo. Non appena emessa la sentenza, venivano condotti brevemente sul sagrato davanti alla cattedrale di Notre Dame per far ascoltare la loro confessione, quindi alla loro esecuzione in Place de Greve.
Notevoli prigionieri detenuti nel palazzo, prima delle loro esecuzioni, furono Enguerrand de Marigny, il cancelliere di Filippo IV, che sovrintendeva alla costruzione di gran parte del palazzo, accusato di corruzione dal successore del re, Luigi X, Gabriel il conte di Montgomery, la cui lancia ferì a morte Enrico II durante un torneo, che fu poi accusato di sostenere le riforme religiose e la disobbedienza al re Carlo IX, François Ravaillac, l'assassino di Enrico IV, Marie-Madeleine d'Aubray, la marchesa di Brinvilliers, famosa avvelenatrice, il bandito Louis-Dominique Bourguignon e Robert François Damien, un servitore di palazzo che tentò di uccidere Luigi XV. Jeanne de Valois, la contessa de la Motte, figura centrale nel famigerato affare della collana di diamanti, che complottò per frodare Maria Antonietta, fu detenuta lì, frustata, marchiata con una V per Voleur (ladra), quindi trasferita alla prigione della Saltpétriére per scontare l'ergastolo, ma evase pochi mesi dopo.

### Dal Rinascimento alla Rivoluzione

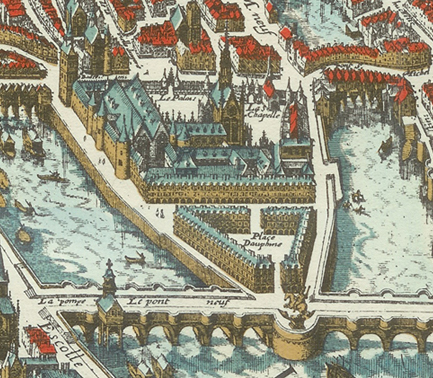
Il Palazzo nel 1615. Place Dauphine aveva sostituito il giardino del palazzo e il Pont Neuf era appena stato terminato.

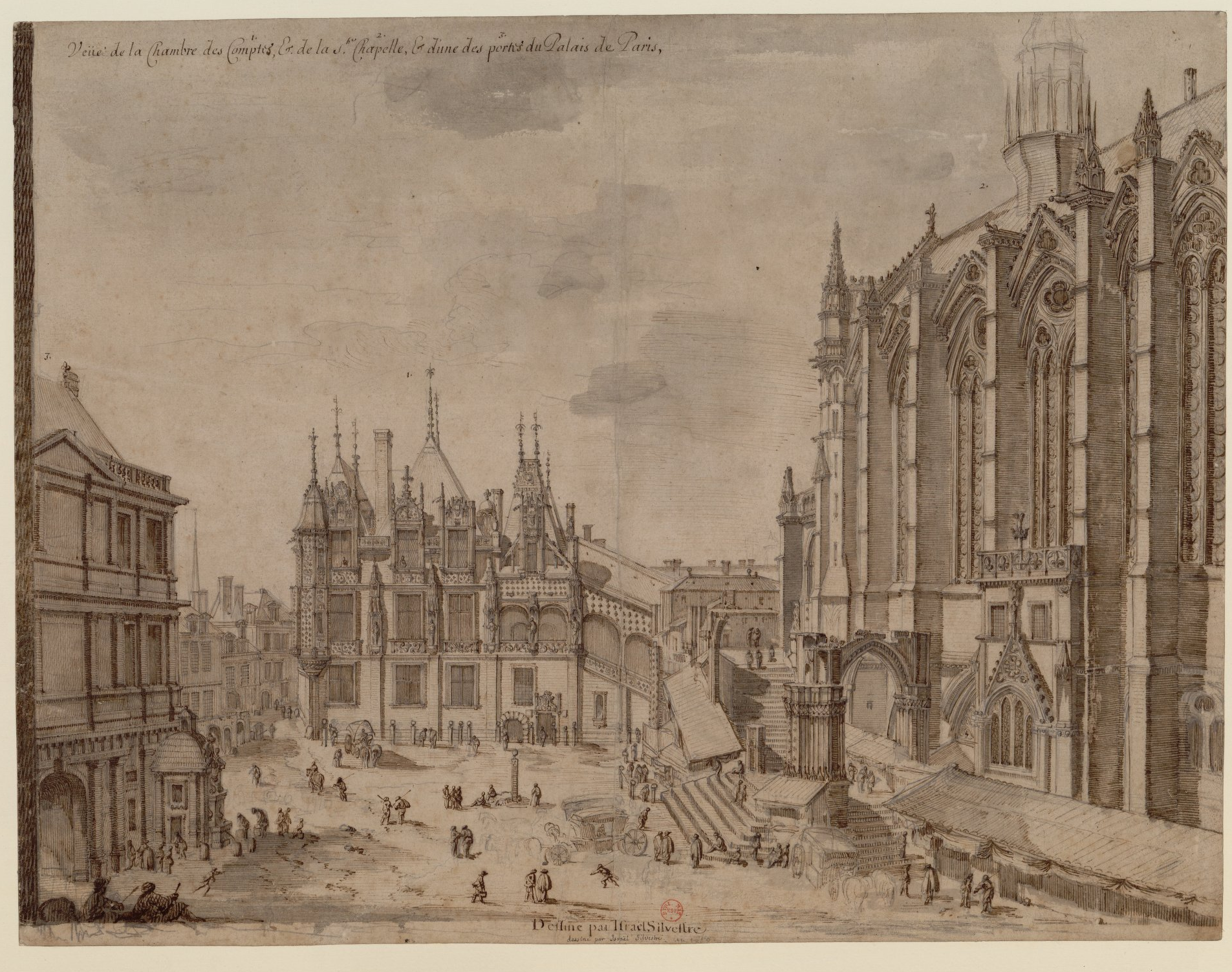
La Chambre de Comptes (al centro) e la Sainte Chapelle (a destra) nel 1640 circa.

Dal XIV al XVIII secolo, i re di Francia apportarono numerose modifiche al palazzo, in particolare alla Sainte-Chapelle. Nel 1383 Carlo VI sostituì la guglia della Sainte-Chapelle e, alla fine del secolo, fu costruito un oratorio all'esterno della cappella, addossato alla parete sud. Dal 1490 al 1495 Carlo VIII fece realizzare un nuovo rosone sulla facciata occidentale della cappella. Nel 1504, Luigi XII aggiunse una scala monumentale sul lato sud del palazzo e costruì un nuovo edificio per la Chambre des comptes, il tesoro reale. Nel 1585, Enrico III aggiunse una meridiana al muro della torre dell'orologio, e iniziò la costruzione del Pont Neuf, un nuovo ponte per collegare l'isola alle sponde sinistra e destra della Senna. Nel 1607, Enrico IV rinunciò al giardino reale, all'estremità dell'isola, e fece costruire sul sito una nuova piazza residenziale, Place Dauphine. Nel 1611, Luigi XIII fece ricostruire in pietra le rive del fiume intorno all'isola.
Nel 1618 un grave incendio distrusse la Grand-Salle. Fu ricostruita seguendo lo stesso progetto da Salomon de Brosse nel 1622. Nel 1630 un altro incendio distrusse la guglia della Sainte-Chapelle, che fu sostituita nel 1671. Nel 1671, il re Luigi XIV, sempre a corto di soldi per i suoi grandiosi progetti, seguì la precedente pratica di Enrico IV a Place Dauphine, e iniziò a dividere la terra in eccesso intorno al palazzo in lotti per nuove costruzioni. Nel XVIII secolo il palazzo era completamente circondato da case private e negozi costruiti a ridosso delle sue mura.

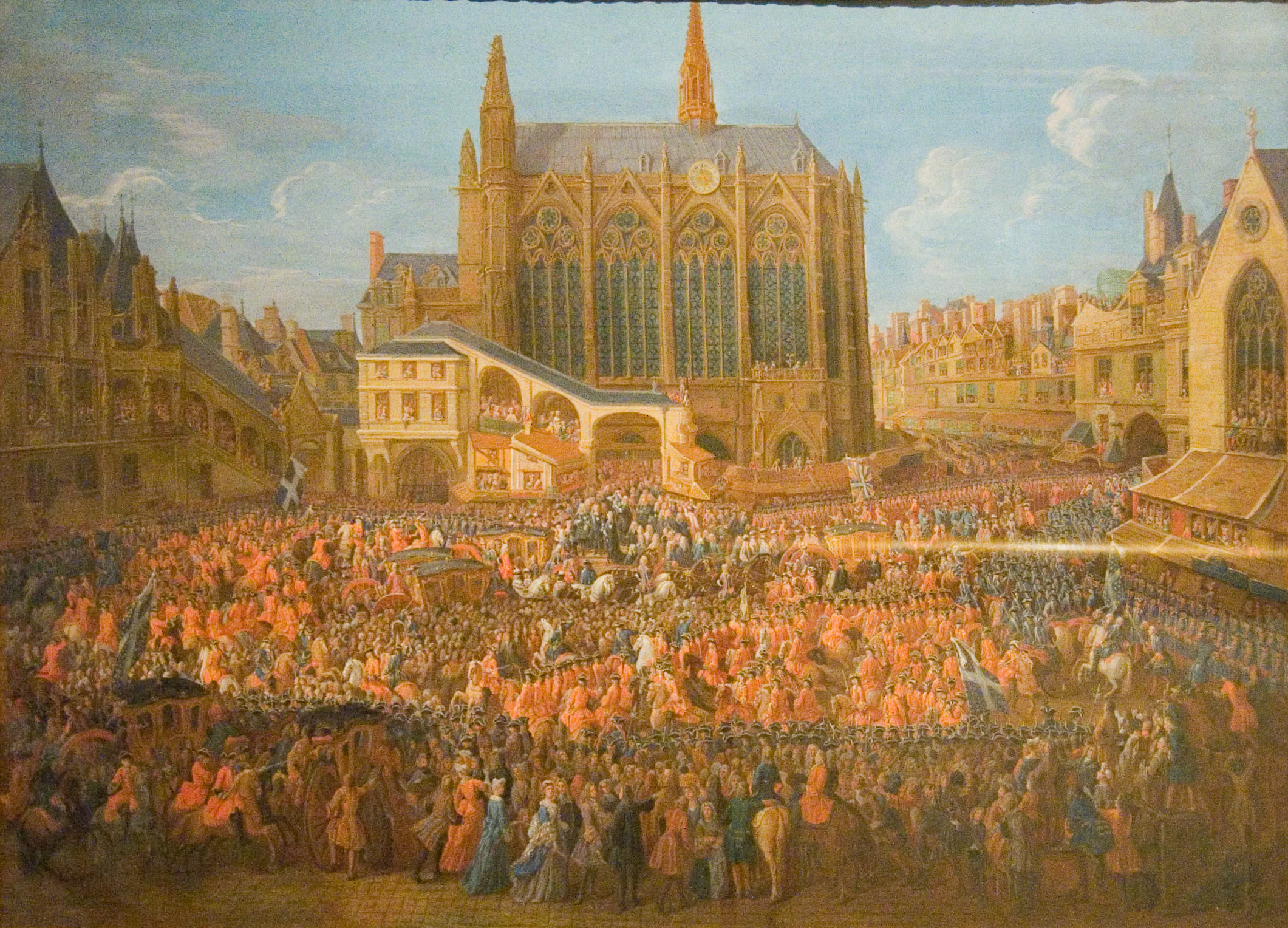
Luigi XIV arriva al Palais de la Cité per presiedere una sessione del Parlement de Paris (1715).

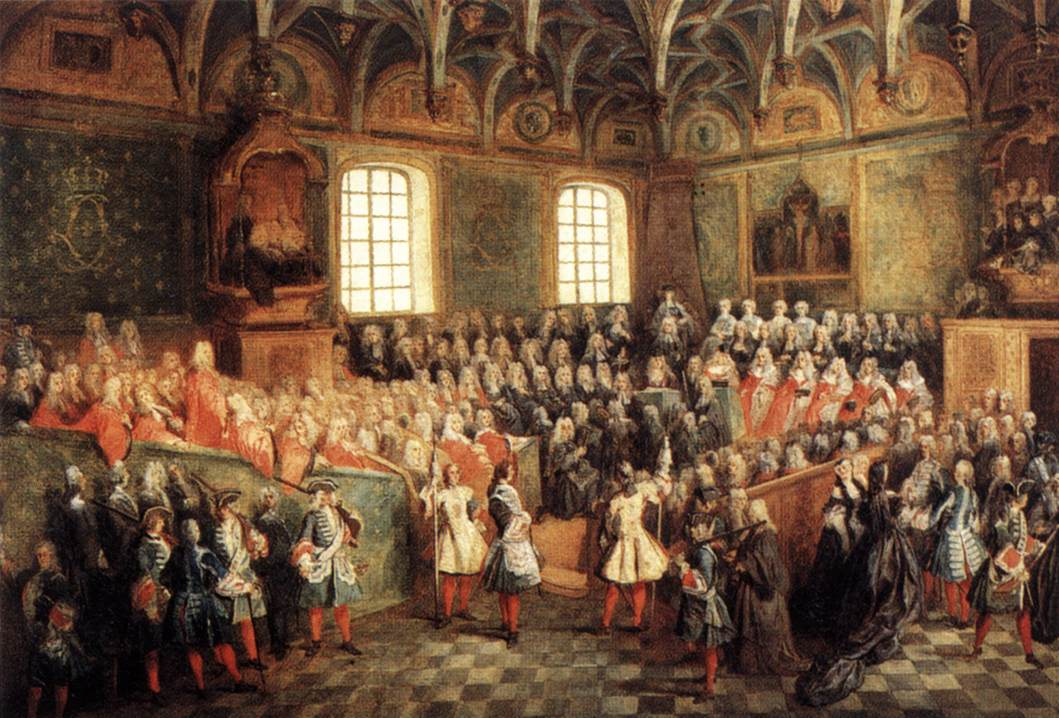
Il Parlamento di Parigi si riunisce come alta corte nel 1723.

Alla fine del XVII e XVIII secolo il palazzo fu colpito da una serie di catastrofi naturali. Il fiume Senna aumentò il suo livello durante l'inverno del 1689-1690, inondando il palazzo e causando notevoli danni, inclusa la distruzione delle vetrate al livello inferiore della Sainte-Chapelle. Nel 1737, un incendio distrusse la Cour de Comptes. La ricostruzione dell'edificio venne realizzata da Jacques Gabriel, il padre di Ange-Jacques Gabriel, architetto di Place de la Concorde. Un incendio ancora più grave si verificò nel 1776, causando gravi danni alla residenza del re, la Grosse Tour, e agli edifici intorno alla Cour de Mai. Nella ricostruzione furono demoliti l'antico Tesoro di Chartres, la Grosse Tour e il muro orientale del palazzo. Un nuovo volto, l'attuale facciata, fu dato a quello che divenne noto come il Palazzo di Giustizia; fu costruita una nuova galleria alla Sainte-Chapelle, una nuova cappella fu costruita all'interno della Conciergerie per sostituire l'oratorio del XII secolo e furono costruite molte nuove celle per la prigione, che avrebbero avuto un ruolo noto durante la Rivoluzione francese.

### La rivoluzione e il Terrore

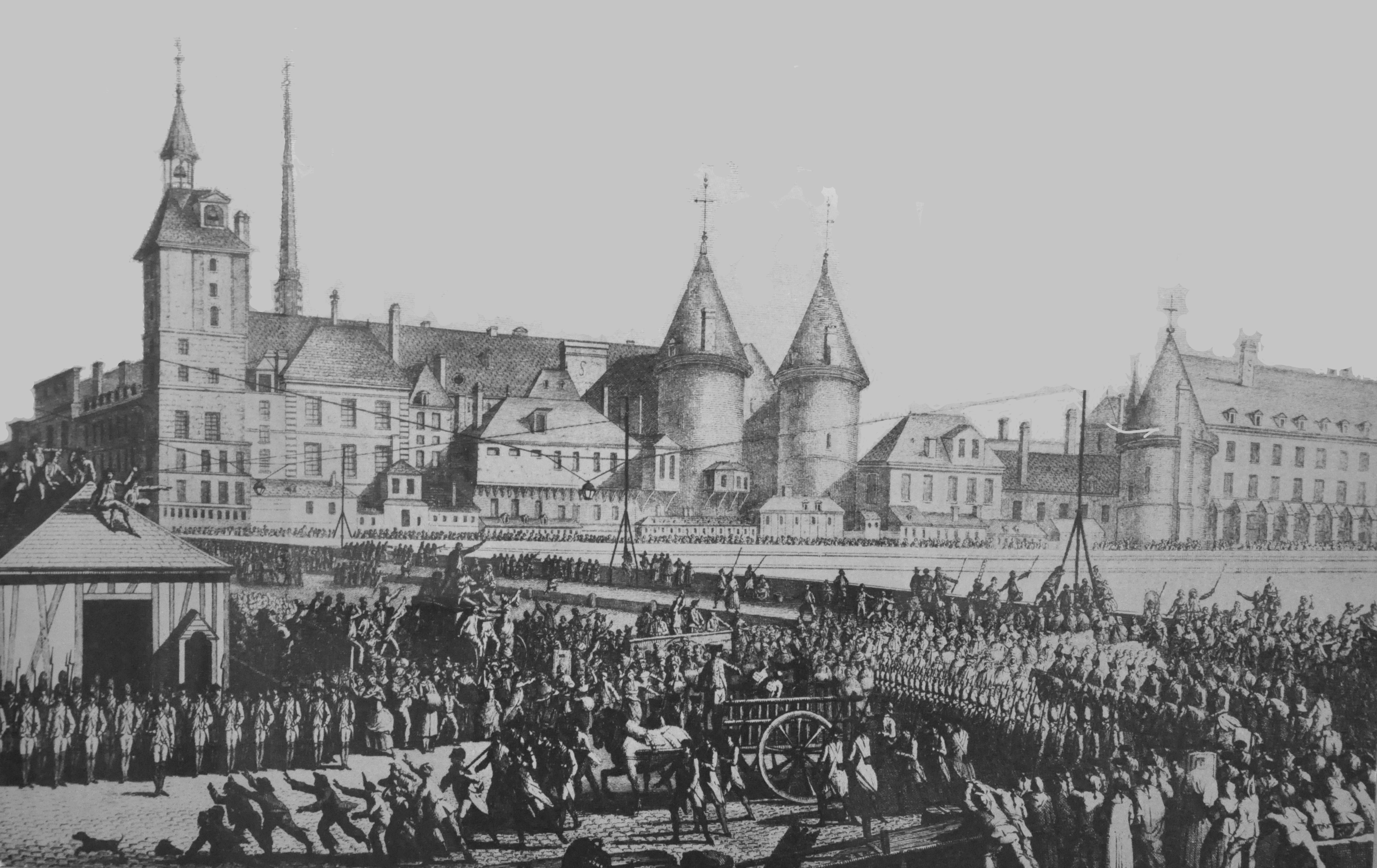
La Conciergerie durante la Rivoluzione (1790).

Negli anni turbolenti prima della Rivoluzione francese, all'interno della Conciergerie si trovò un importante centro di opposizione all'autorità del re, il Parlamento di Parigi. Nel maggio 1788 i nobili, riuniti nella Grand-Salle della Conciergerie, si rifiutarono di permettere al re di avviare un'indagine su uno dei loro membri.
Nel luglio 1789, dopo la presa della Bastiglia, il potere passò a una nuova Assemblea costituente, che ebbe poca simpatia per i nobili del Parlamento di Parigi. L'Assemblea sospese il Parlamento a tempo indeterminato e nel 1790 il primo sindaco eletto di Parigi, Jean Sylvain Bailly, chiuse e suggellò gli uffici del Parlamento.
La Rivoluzione prese una piega più radicale nell'agosto 1792, quando la prima Comune di Parigi e i Sanculotti si impadronirono del Palazzo delle Tuileries e arrestarono il re. A settembre, i sans-Culottes  massacrarono in quattro giorni 1.300 detenuti, compresi quelli detenuti nella Conciergerie, che vennero uccisi nella Cour des Femmes, il cortile dove le detenute potevano passeggiare.
Il nuovo governo rivoluzionario della Convenzione fu presto diviso in due fazioni, i Girondini più moderati e i Montagnardi più radicali, guidati da Robespierre. Il 10 marzo 1793 la Convenzione, nonostante l'opposizione dei Girondini, ordinò la creazione di un Tribunale Rivoluzionario, con sede nella Conciergerie. Il tribunale si riuniva nella Grand-Salle, dove aveva tenuto le sue riunioni il Parlamento di Parigi, ribattezzata Salle de la Liberte. Era diretto da Fouquier-Tinville, un ex procuratore di stato, aiutato da una giuria di dodici membri. Nella Convenzione, Robespierre fece approvare una nuova legge sui sospetti, che privava i prigionieri, davanti al tribunale, della maggior parte dei loro diritti. Non c'era appello alle decisioni del tribunale e le sentenze di morte venivano eseguite lo stesso giorno.

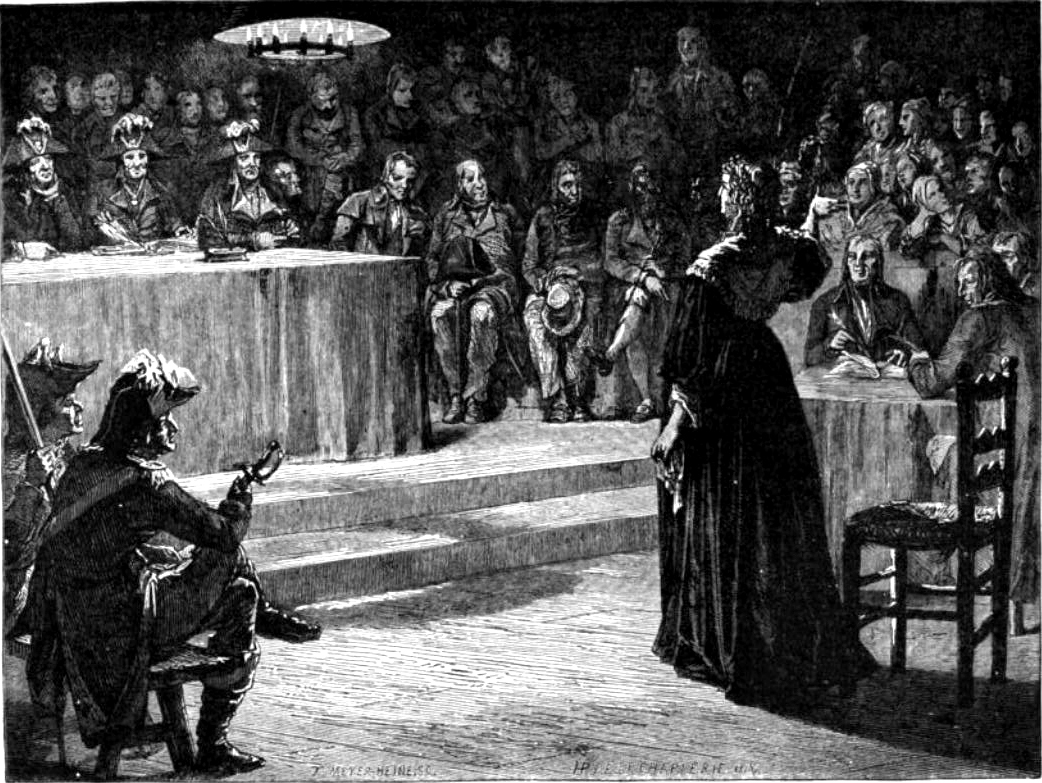
Maria Antonietta sotto processo davanti al Tribunale Rivoluzionario, da Hippolyte de la Charlerie, incisione di Jacob Meyer-Heine per Histoire de la Revolution di Blanc.

Tra i primi ad essere processati fu Maria Antonietta, che era stata tenuta prigioniera per due mesi e mezzo dal processo e dall'esecuzione di suo marito, Luigi XVI. Fu processata il 16 ottobre 1793 e giustiziata lo stesso giorno. Il 24 ottobre, venti girondini, membri della Convenzione, furono processati per aver cospirato contro l'unità della nuova Repubblica, e immediatamente giustiziati. Altri portati davanti al tribunale e giustiziati includevano Philippe Egalite, un cugino del re, che aveva votato per l'esecuzione del re (6 novembre), Bailly, il primo sindaco eletto di Parigi (11 novembre) e Madame du Barry, una delle preferite del nonno del re, Luigi XV (8 dicembre).
I prigionieri raramente trascorrevano molto tempo nella Conciergerie; la maggior parte vi veniva portata qualche giorno o al massimo qualche settimana prima del processo. C'erano fino a seicento prigionieri alla volta; a un piccolo numero di prigionieri facoltosi venivano date le celle singole, ma la maggior parte era ammassata in grandi celle comuni, con la paglia sul pavimento. All'alba venivano aperte le porte delle celle e ai prigionieri era permesso passeggiare nel cortile o nei corridoi. Le donne prigioniere andavano in un cortile separato con una fontana, dove potevano lavare i loro vestiti. I prigionieri si radunavano ogni sera ai piedi della tour Bonbec per ascoltare le guardie leggere i nomi di coloro che sarebbero stati portati davanti al tribunale il giorno successivo. Coloro i cui nomi venivano annunciati ricevevano tradizionalmente un magro banchetto con altri prigionieri quella notte.
Presto il Tribunale iniziò a processare chiunque si opponesse a Robespierre. Jacques Hébert, Danton, Camille Desmoulins e molti altri furono portati davanti al Tribunale, giudicati e giustiziati. Furono arrestati così tanti oppositori di Robespierre che il Tribunale iniziò a processarli in gruppi. Nel luglio 1794 una media di trentotto persone al giorno furono giudicate e ghigliottinate. Gradualmente, però, crebbe l'opposizione contro Robespierre, accusato di voler diventare un dittatore. Fu arrestato il 28 luglio 1794, dopo aver tentato senza successo di spararsi. Fu portato nell'infermeria della Conciergerie, poi, poche ore dopo, processato dal Tribunale, e giustiziato in Place de la Revolution. Il capo del tribunale, Fouquier-Tinville, fu arrestato e, dopo nove mesi di carcere nella Conciergerie, fu giustiziato anche lui il 9 maggio 1795. Il Tribunale Rivoluzionario fu abolito il 7 maggio 1795, dopo aver messo a morte 2.780 persone in 718 giorni.

## Il Palazzo nell'Ottocento

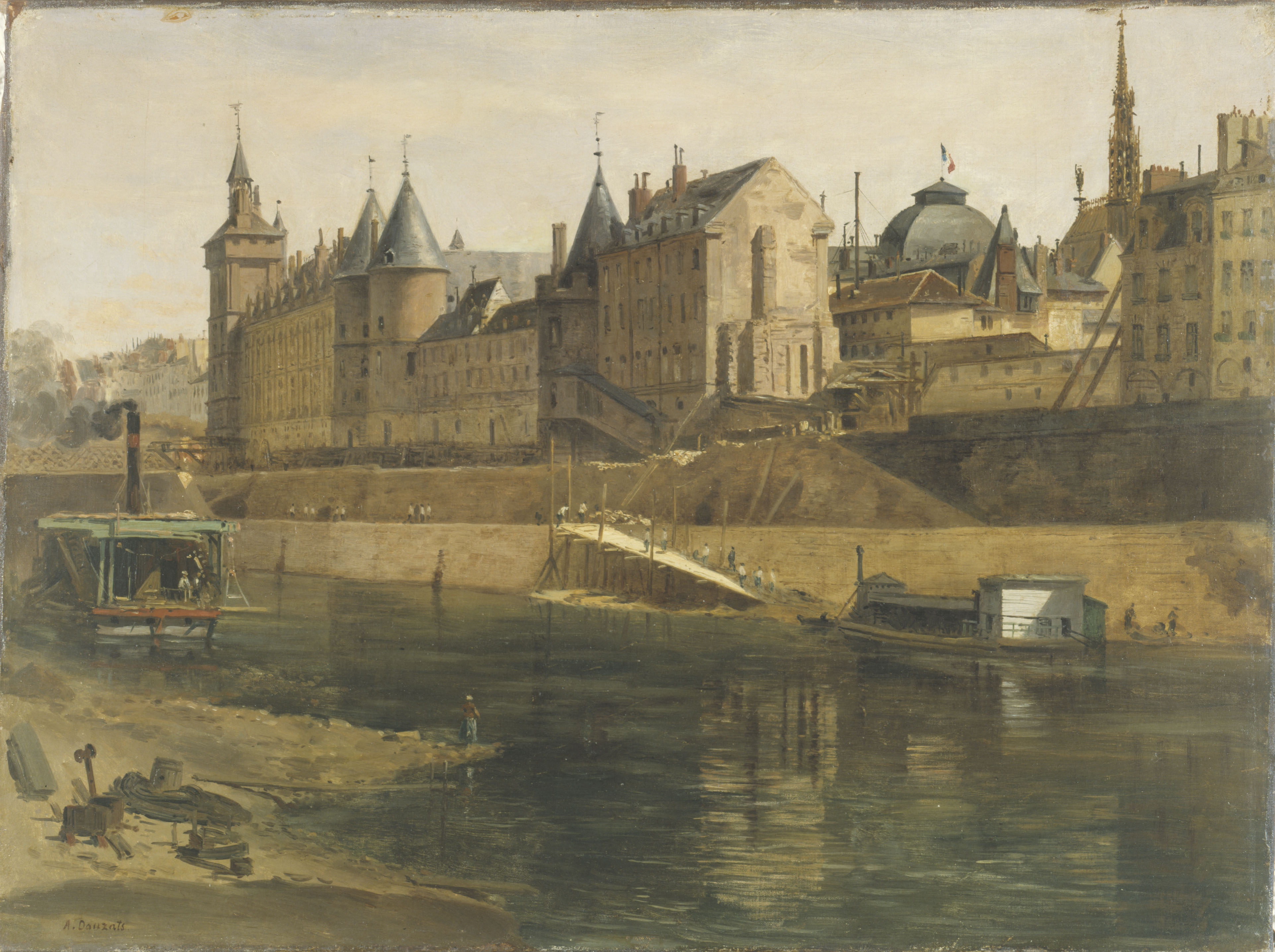
Il Palazzo nel 1858, di Adrien Dauzats.

In seguito alla Rivoluzione, il Palazzo divenne la sede del sistema giudiziario francese, ma continuò anche la sua vocazione di carcere. Durante il consolato di Napoleone Bonaparte, vi fu imprigionato il ribelle Georges Cadoudal fino alla sua esecuzione nel 1804. Dopo la caduta di Napoleone, uno dei suoi generali più famosi, il maresciallo Michel Ney, vi fu imprigionato prima della sua esecuzione nel 1815, così come il nipote di Napoleone, Luigi Napoleone Bonaparte, il futuro Napoleone III, dopo il suo fallito tentativo di rovesciare il re Luigi Filippo. Gli anarchici Giuseppe Fieschi e Felice Orsini, che tentarono rispettivamente di uccidere Luigi Filippo e Napoleone III, vi furono entrambi imprigionati, così come un altro famoso anarchico, Ravachol, che fu giustiziato nel 1892.
Durante la Rivoluzione, la Sainte-Chapelle era stata trasformata in un deposito per documenti legali e metà delle vetrate erano state rimosse. Tra il 1837 e il 1863 fu avviata un'importante campagna per riportare la cappella al suo splendore medievale. Allo stesso tempo, la Conciergerie e il Palazzo di Giustizia subirono importanti cambiamenti. Tra il 1812 e il 1819, Antoine-Marie Peyrie restaurò il soffitto a volta dell'antica sala medievale degli uomini d'arme, e inoltre, su richiesta del restaurato re Luigi XVIII, fece costruire una cappella espiatoria dove si trovava la cella nella quale era stata detenuta Maria Antonietta.. Tra il 1820 e il 1828 venne costruita una nuova facciata per la Conciergerie, lungo la Senna, tra la Tour de l'Horloge e la Tour Bonbec. Nel 1836, tra la Tour d'Argent e la Tour César, fu realizzato un nuovo ingresso alla Conciergerie.

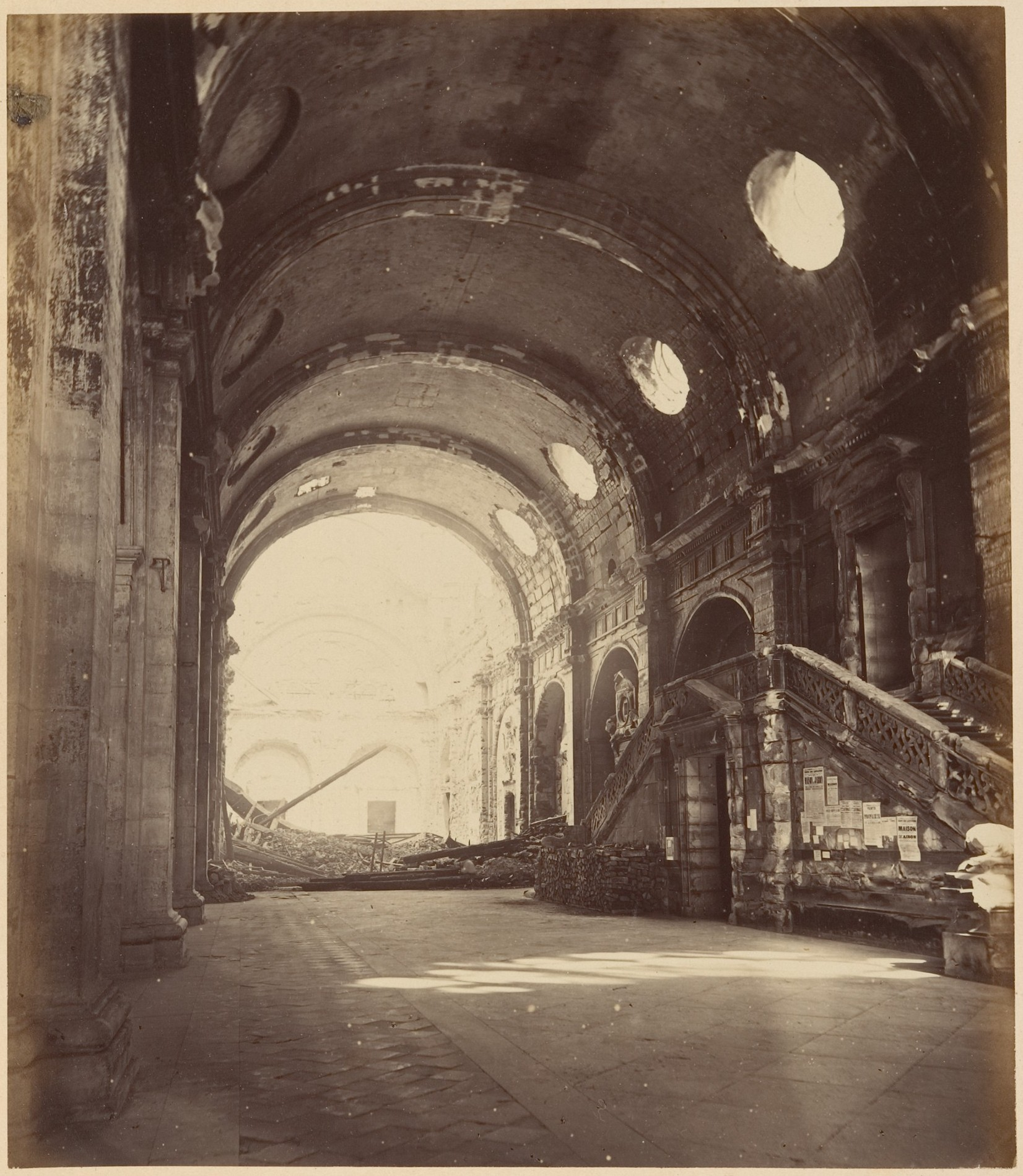
Le rovine del Palazzo di Giustizia dopo la Comune di Parigi (1871).

Un altro grande progetto di costruzione degli architetti Joseph Louis Duc e Etienne Theodore Dommey, tra il 1847 e il 1871, ampliò notevolmente il Palazzo di Giustizia. Venne realizzata una nuova facciata lungo il Boulevard du Palais, costruendo un edificio per la polizia penitenziaria, ricostruendo il tetto della Salle des pas-perdus e restaurando la Tour de l'Horloge. Vennero demolite anche alcune delle ultime vestigia dell'antico palazzo, compreso ciò che restava dei Logis du Roi e della Salle sur L'eau, e iniziò la costruzione di un nuovo edificio per la Corte di cassazione.
Nel maggio 1871 il Palazzo fu colpito da un'altra catastrofe; durante gli ultimi giorni della Comune di Parigi, i soldati della Comune incendiarono importanti edifici governativi, tra cui il Palazzo delle Tuileries, l'Hôtel de Ville e il nuovo Palazzo di Giustizia che fu in gran parte distrutto. Un importante progetto di restauro dell'architetto Eugène Viollet-le-Duc, durato vent'anni, lo ricostruì. Le Duc terminò anche la facciata di Harlay, mentre l'architetto Honore Daumét completò la costruzione della Corte d'Appello. L'ultimo edificio del Palazzo di Giustizia, il Tribunal Correctionelle, all'angolo del Quai d'Orfevres, fu completato tra il 1904 e il 1914.
La Conciergerie venne dichiarata monumento storico nazionale nel 1862 e alcune sale vennero aperte al pubblico nel 1914. Continuò a funzionare come prigione fino al 1934.

## Piante del Palazzo nel 1380 e nel 1754

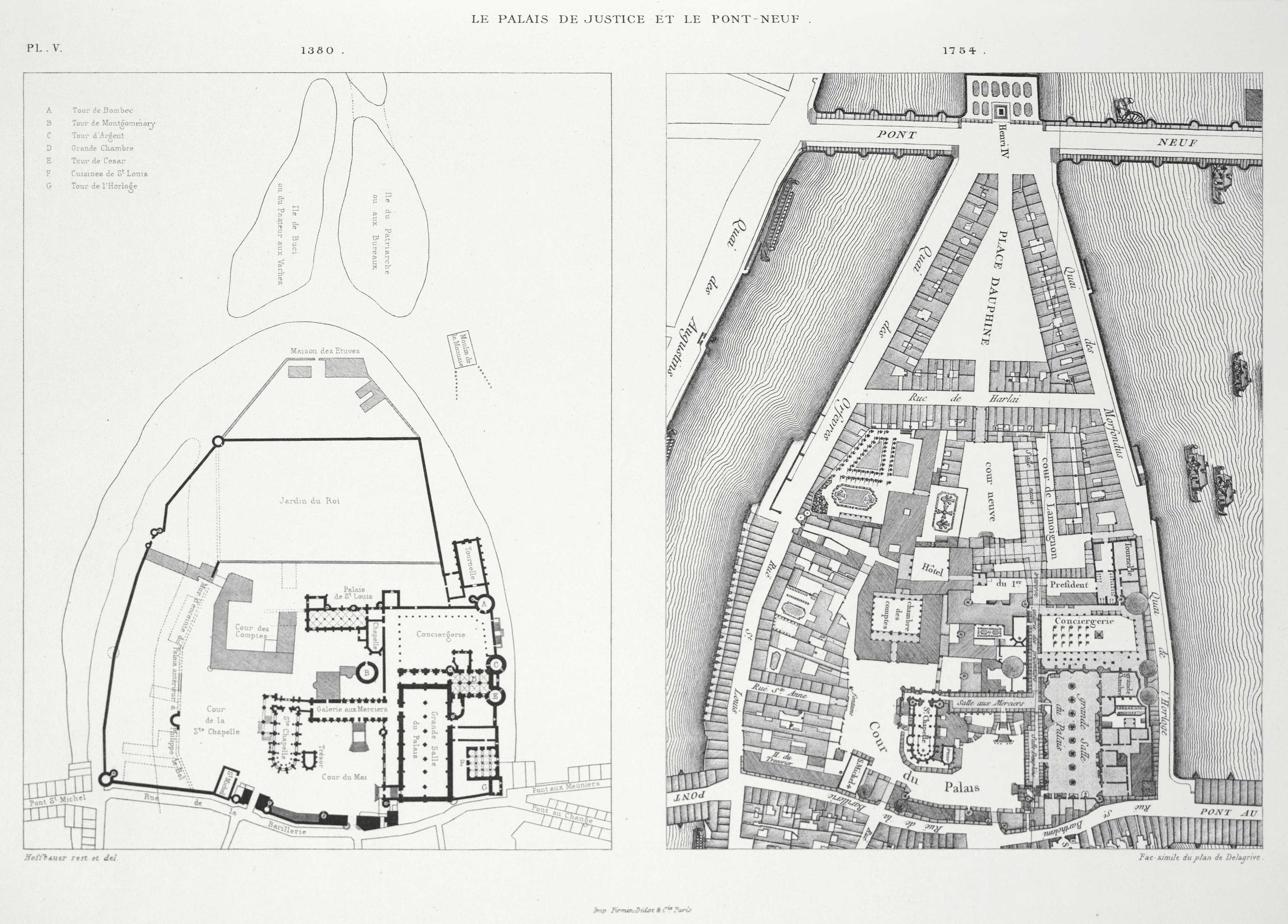
Piante del Palazzo nel 1380 e nel 1754.

## Vestigia del Palazzo Medievale

### Le torri

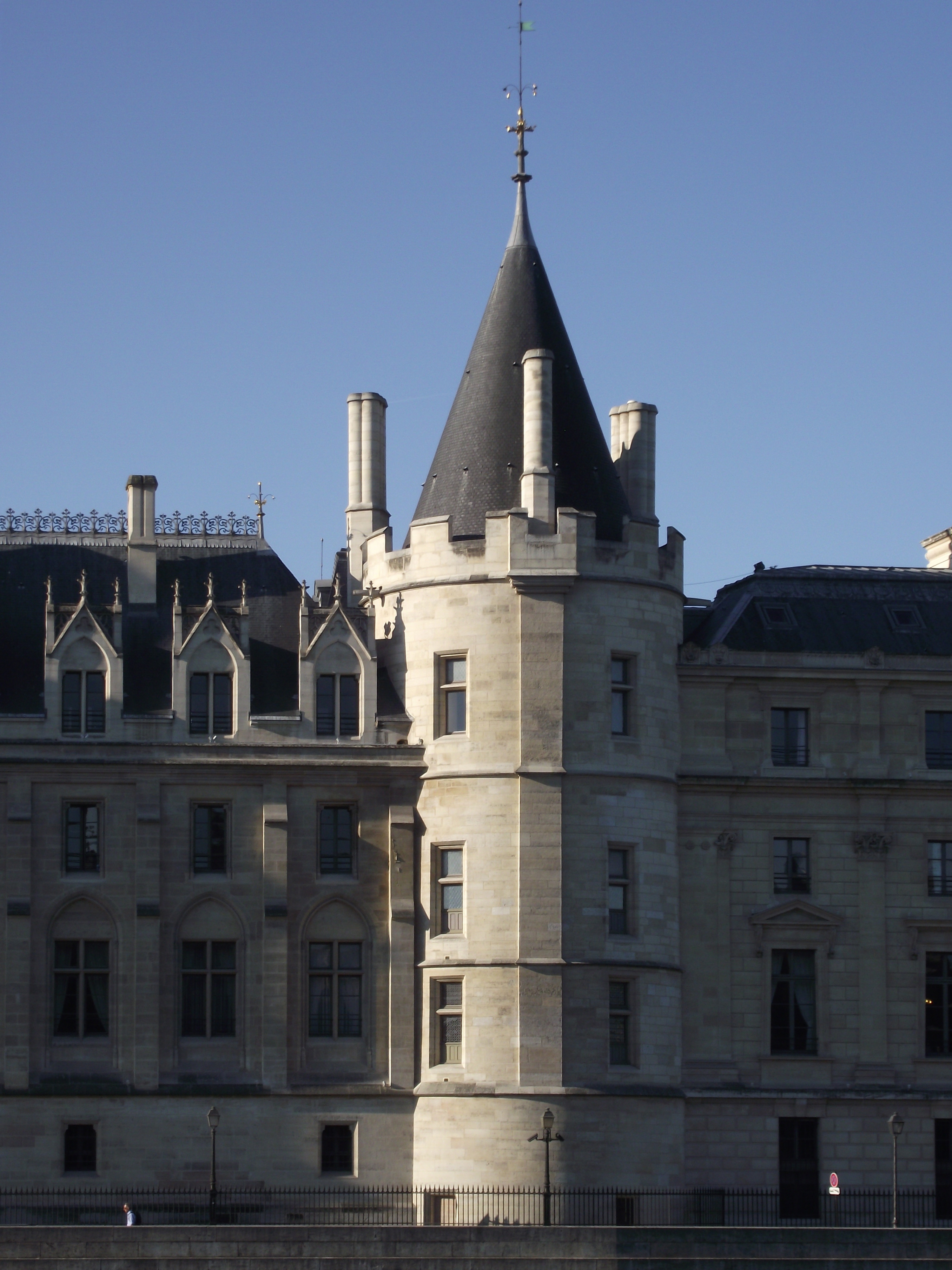
La Tour Bonbec (1226-1270) ospitava la camera di tortura della prigione del palazzo.
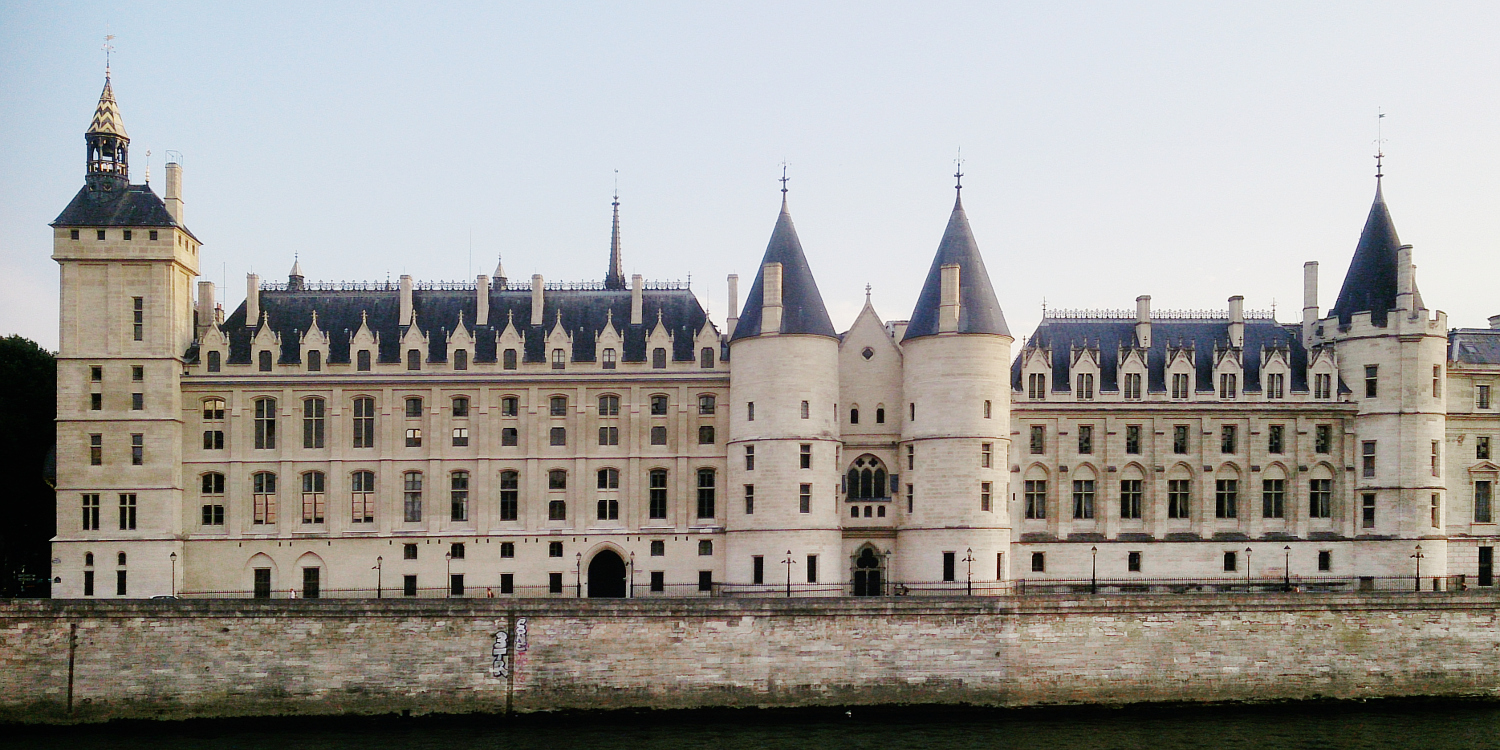
Le quattro torri (Horloge a sinistra; César, Argent, Bonbec a destra).
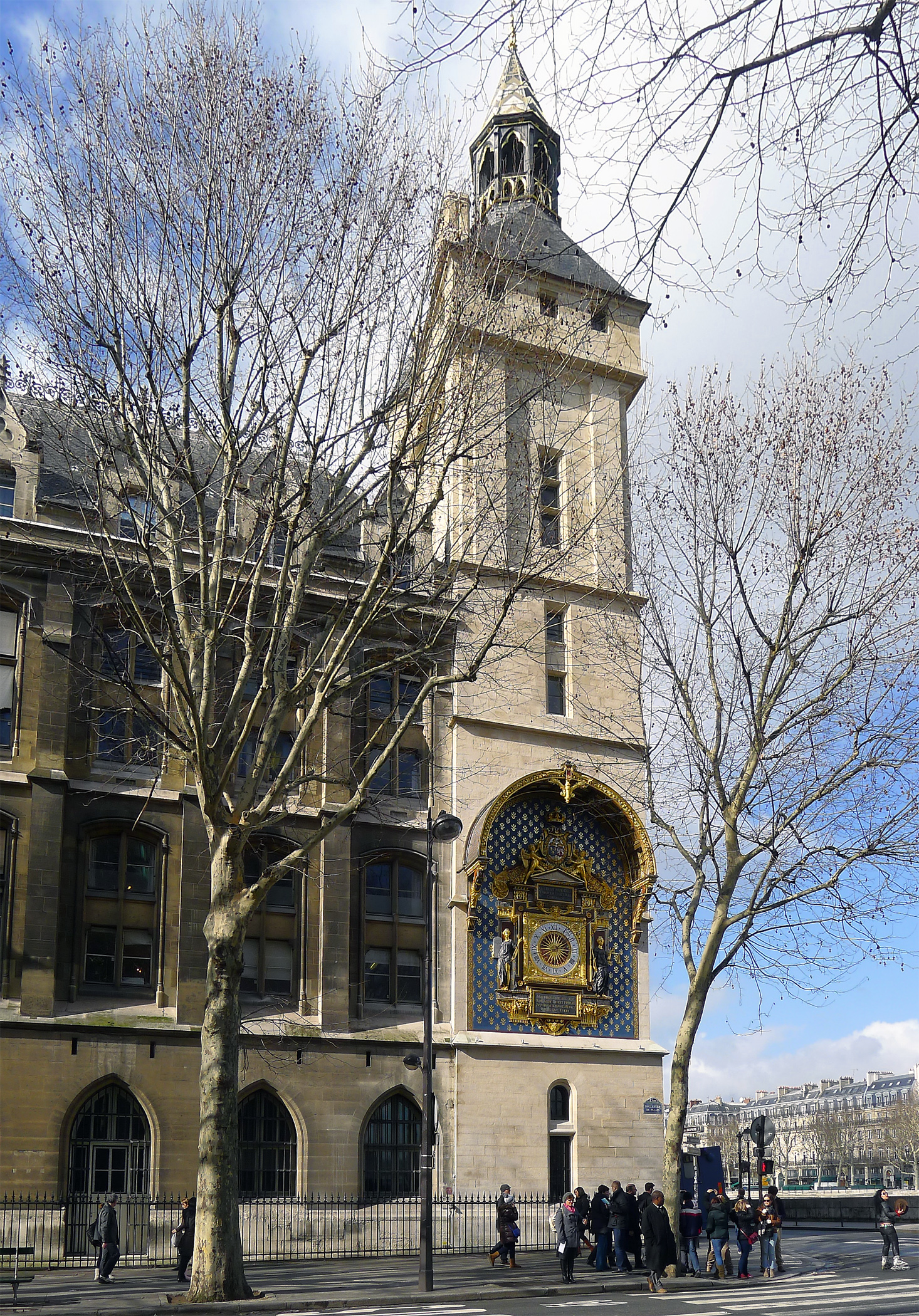
La Tour de l'Horloge, o torre dell'orologio (XIV secolo).
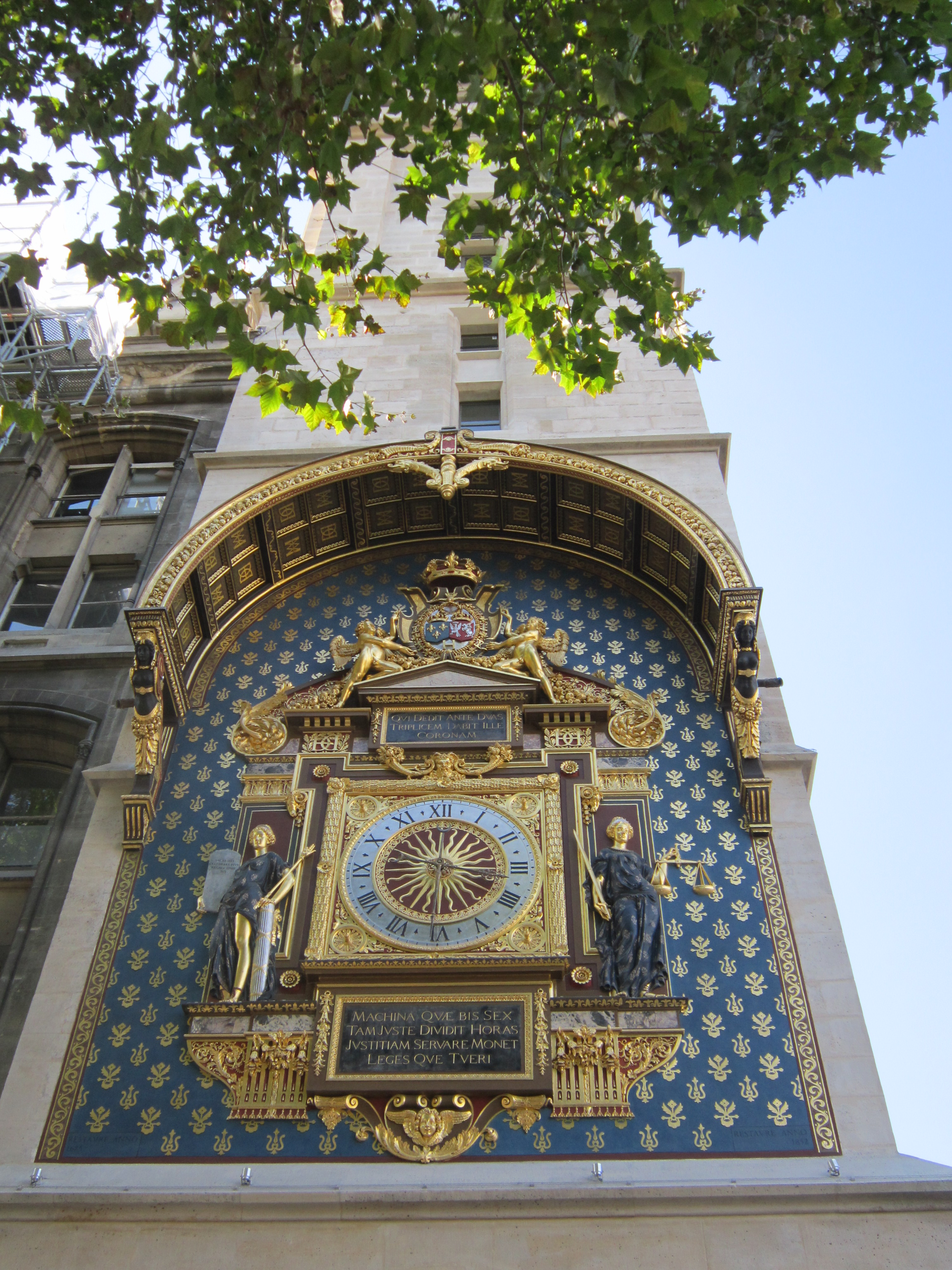
L'orologio della Tour de l'Horloge (XIV secolo).

Le quattro torri lungo la Senna risalgono al Medioevo, mentre la facciata è più moderna, risalente all'inizio del XIX secolo. La torre all'estrema destra, la Tour Bonbec, è la più antica, costruita tra il 1226 e il 1270 durante il regno di Luigi IX, o San Luigi. Si distingue per la merlatura alla sommità. Originariamente era più bassa delle altre torri, ma fu rialzata per corrispondere alla loro altezza nella ristrutturazione del XIX secolo. La torre servì come principale camera di tortura durante il Medioevo; si diceva che i prigionieri torturati cantassero come uccelli, con il "bon bec", ovvero il becco spalancato.
Le due torri al centro, la Tour de César e la Tour d'Argent, furono costruite nel XIV secolo. Ognuna aveva quattro livelli. A partire dal XV secolo, i livelli superiori ospitavano gli uffici dei cancellieri del tribunale, sia penale che civile. I piani inferiori contenevano celle di prigione.
La torre più alta, la Tour de l'Horloge, fu costruita da Giovanni il Buono nel 1350 e modificata più volte nel corso dei secoli. Il primo orologio pubblico di Parigi, realizzato da Henri de Vic, fu aggiunto da Carlo V nel 1370. La decorazione scultorea attorno all'orologio, con figure allegoriche della Legge e della Giustizia, fu aggiunta nel 1585 da Enrico III. Furono distrutte durante la Rivoluzione ma in seguito restaurate. In cima alla torre c'era una campana, che veniva suonata per annunciare importanti eventi nella vita della famiglia reale, e venne anche suonata per segnalare la strage della notte di San Bartolomeo. La campana originale fu rimossa e fusa durante la Rivoluzione.
Le facciate furono realizzate nel XIX secolo in stile neogotico e neoclassico, durante i restauri e rifacimenti del Palazzo. La facciata a est, o a sinistra, è di Antoine-Marie Peyre, e quella a ovest, o a destra, di Joseph Louis Duc e Étienne Theodore Dommey.

### Le sale medievali

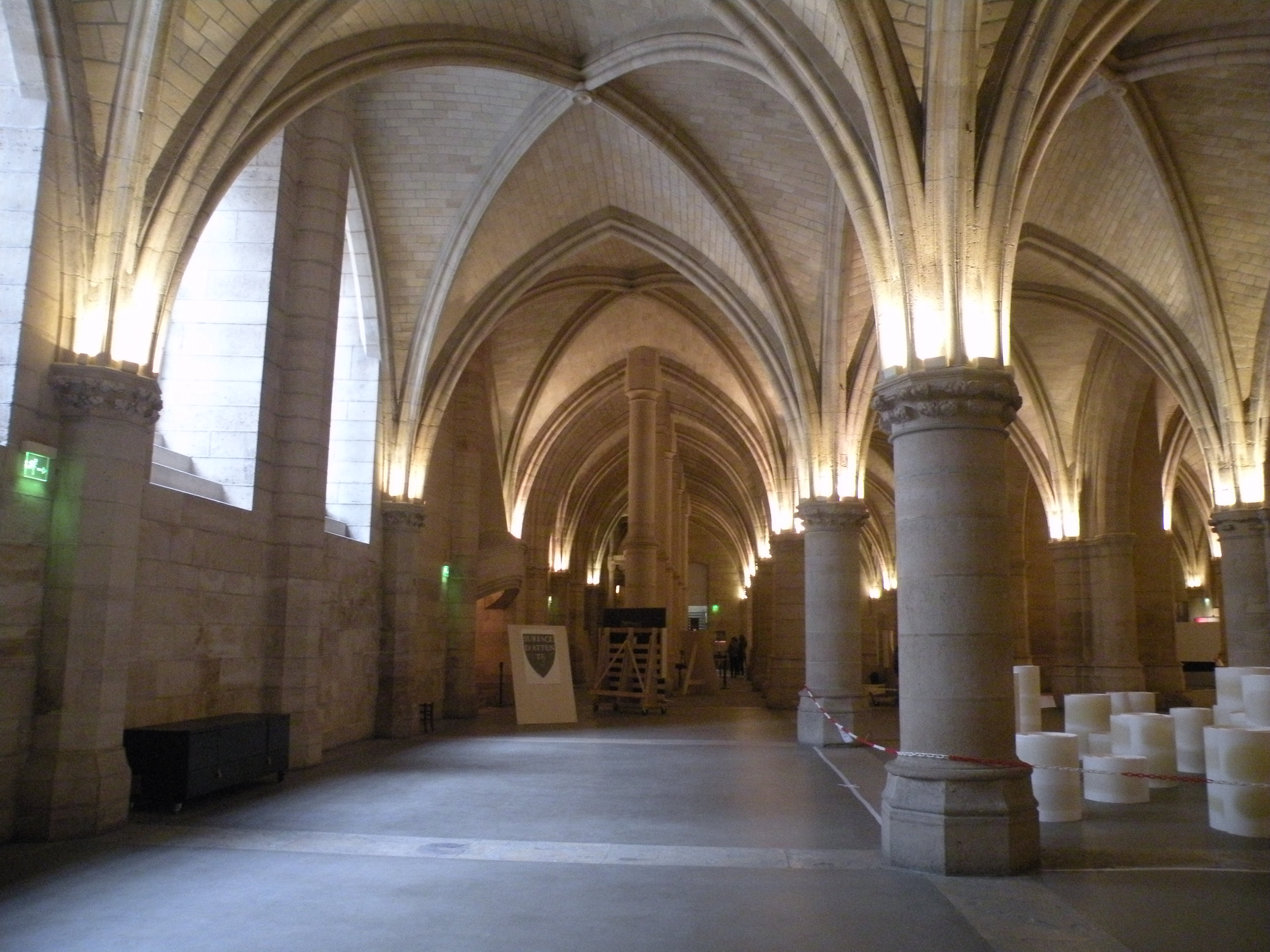
la Salle des gens d'armes, al di sotto dell'ormai scomparsa Grand-Salle medievale.
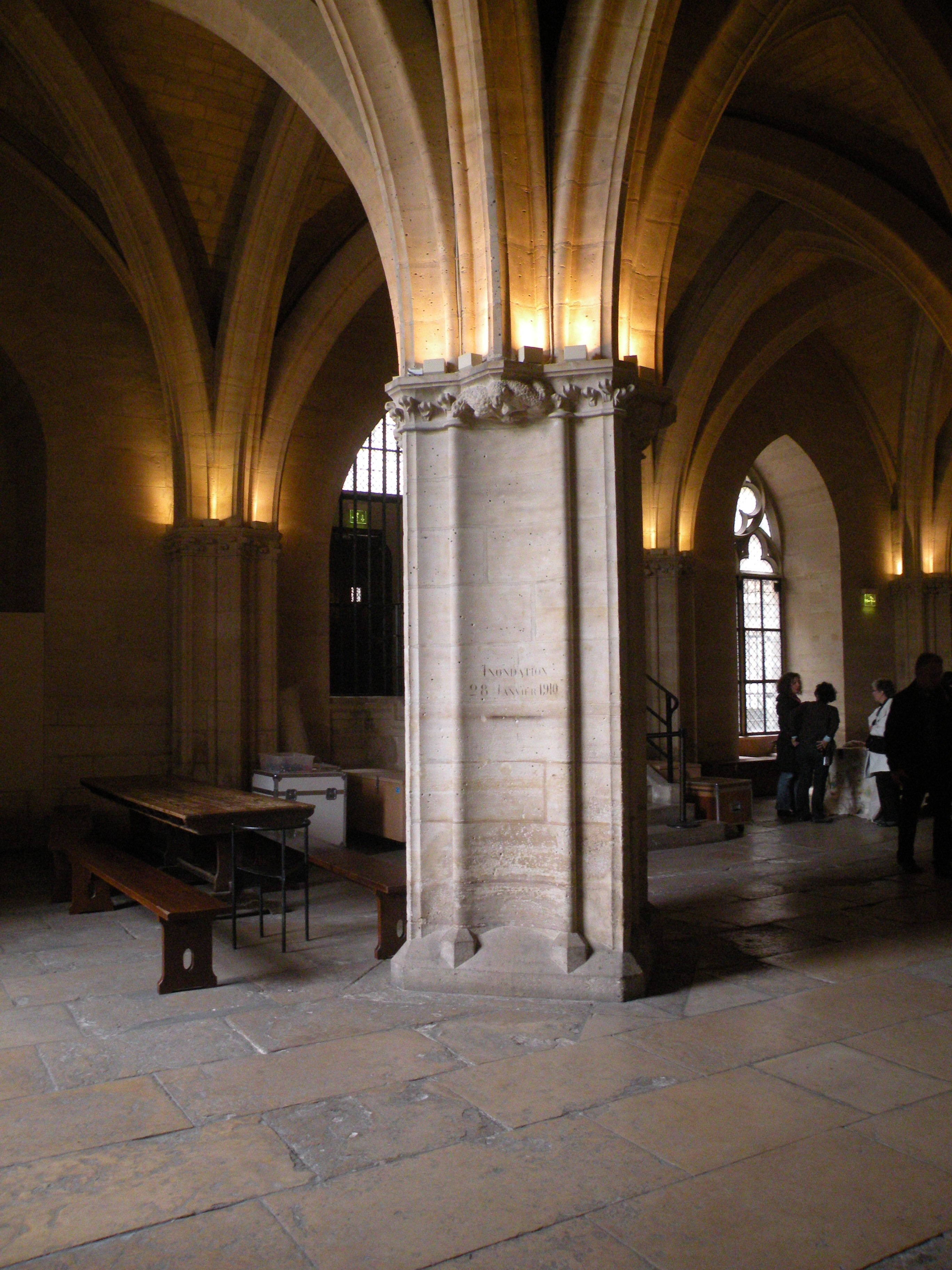
La Salle des gardes, sotto l'ex Grand'Chambre.
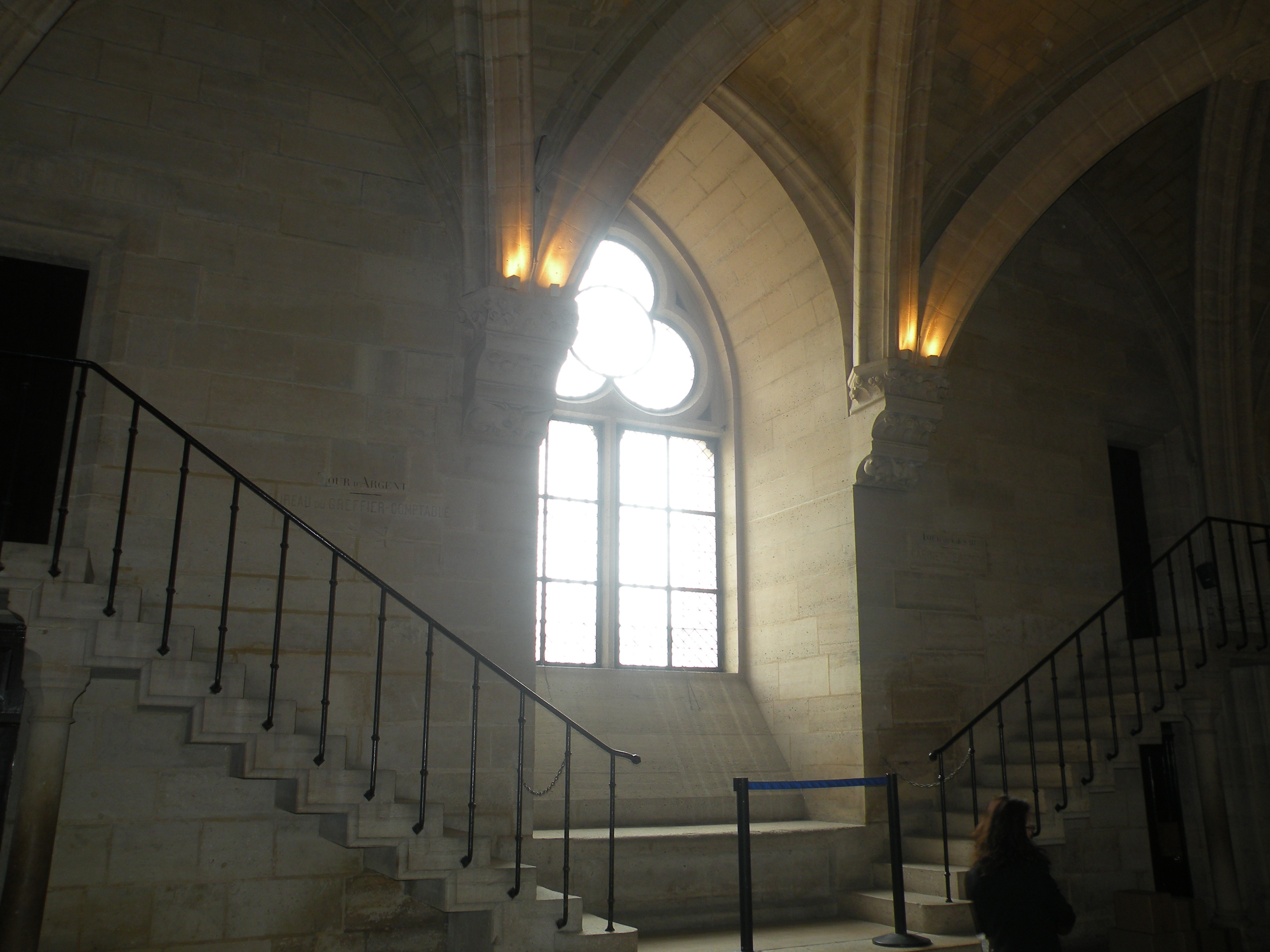
Scale nella Salle des gardes per le torri Argent e Cesar.

Le due sale nella parte inferiore della Conciergerie, la Salle des Gardes (Sala delle Guardie) e la Salle des Gens d'armes (Sala degli uomini d'arme), insieme alle cucine, sono le uniche sale superstiti dell'originale palazzo dei Capetingi. Quando furono costruite, le due sale erano a livello della strada, ma nel corso dei secoli, man mano che l'isola fu edificata per prevenire le inondazioni, si trovavano sotto il livello della strada. La Salle des Gardes fu costruita tra la fine del XIII e l'inizio del XIV secolo, come piano terra della Grand'Chambre, dove il re conduceva le udienze giudiziarie e dove, durante la Rivoluzione, si riuniva il tribunale rivoluzionario. Era collegata alla sala sovrastante da una scala nella parte sud-ovest della sala e da una seconda scala in una torre demolita nel XIX secolo. È uno dei migliori esempi di architettura medievale a Parigi. La sala è lunga 22,8 metri, larga 11,8 metri e alta 6,9 metri. Le massicce colonne hanno sculture decorative di combattimento di animali e scene narrative. Due scale sul lato nord della sala portano alle torri di Argent e Cesar dove si trovavano le celle della prigione. Durante la Rivoluzione, l'appartamento del procuratore capo del Terrore, Fouquier-Tinville, era al piano superiore, e il suo ufficio nella Torre di César. La Salle des Gardes era piena di celle fino alla metà del XIX secolo, quando fu riportata al suo aspetto originale.
La Salle des Gens d'armes era al piano terra sotto la magnifica Grand-Salle, dove i re di Francia tenevano banchetti per accogliere gli ospiti reali e per celebrare eventi speciali, come la visita dell'imperatore tedesco Carlo IV nel 1378, ospitato da Carlo V poco prima che si trasferisse dal Palazzo, e il matrimonio di Francesco II con Maria Stuarda, regina di Scozia. La sala stessa, con un alto tetto in legno a doppia volta, andò bruciata più volte, l'ultima volta negli incendi appiccati dalla Comune di Parigi nel maggio 1871. Fu sostituita da una nuova grande sala, la Salle des Pas Perdu, del Palazzo di Giustizia. Durante il Medioevo il piano inferiore veniva utilizzato in gran parte come mensa e zona di attesa per il numeroso personale della Casa Reale; poteva servire fino a duemila persone. Un'ampia scalinata, ora murata, collegava il piano inferiore con la Grand-Salle. La Salle è lunga 63,3 metri, larga 27,4 metri e alta 8,5 metri. A partire dal XV secolo venne suddivisa in stanze più piccole e celle carcerarie.
La sala ha subito nel corso dei secoli numerose modifiche e restauri. Dopo che un incendio distrusse la maggior parte della sala superiore, nel 1618, l'architetto Salomon de Brosse costruì una nuova sala, ma commise l'errore di non posizionare le nuove colonne su quelle originali del livello inferiore. Ciò portò, nel XIX secolo, al crollo di parte del tetto della sala inferiore, che fu ricostruita con colonne aggiuntive. Nell'Ottocento furono aggiunte anche finestre sul lato nord che si affacciavano sul cortile. La scala circolare nell'angolo nord-est della Salle, costruita in stile medievale, fu realizzata nel XIX secolo durante il regno di Napoleone III, che era stato lui stesso brevemente tenuto prigioniero nell'edificio.

### Sainte-Chapelle

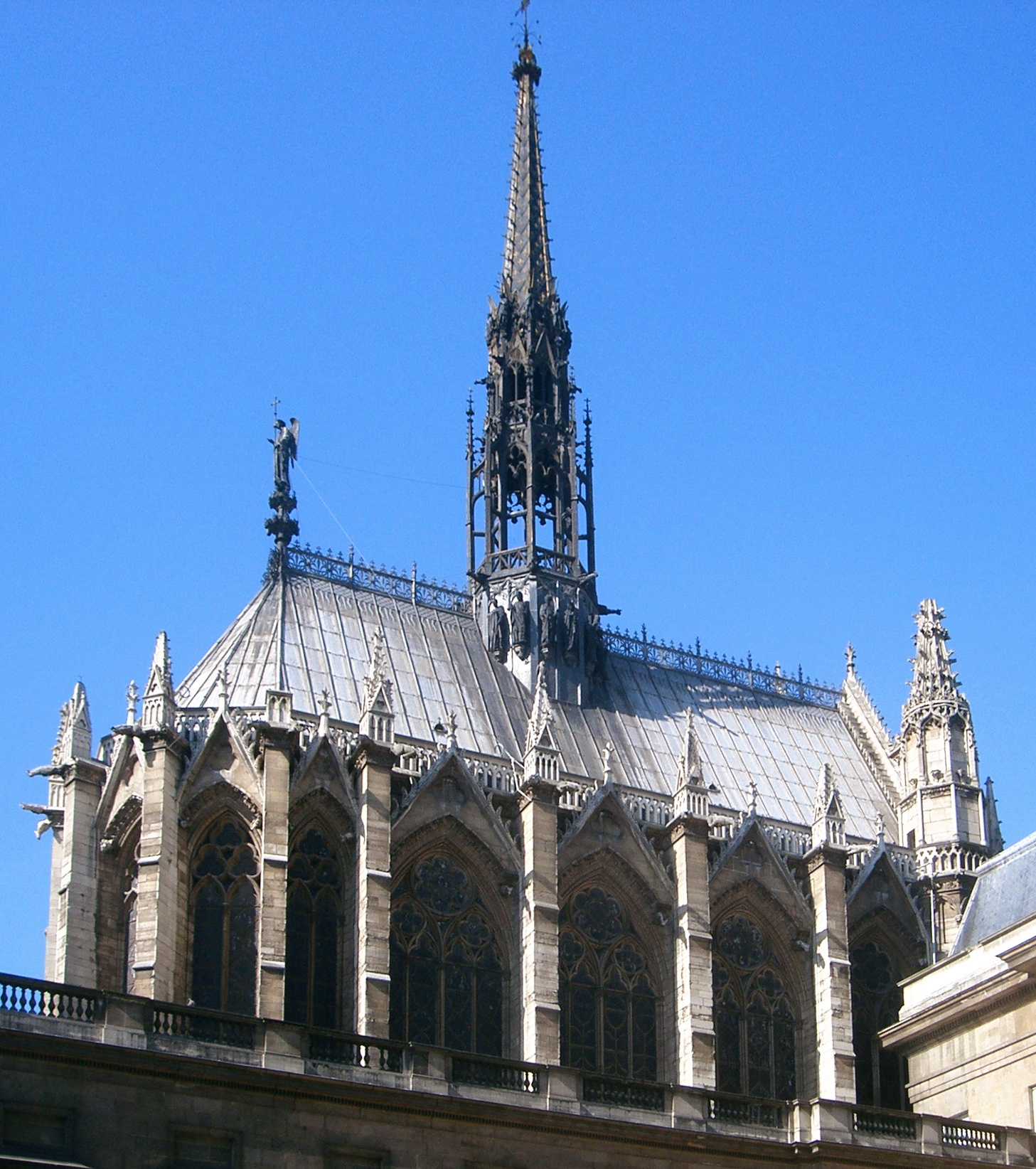
L'esterno della Sainte-Chapelle (1241-1248).
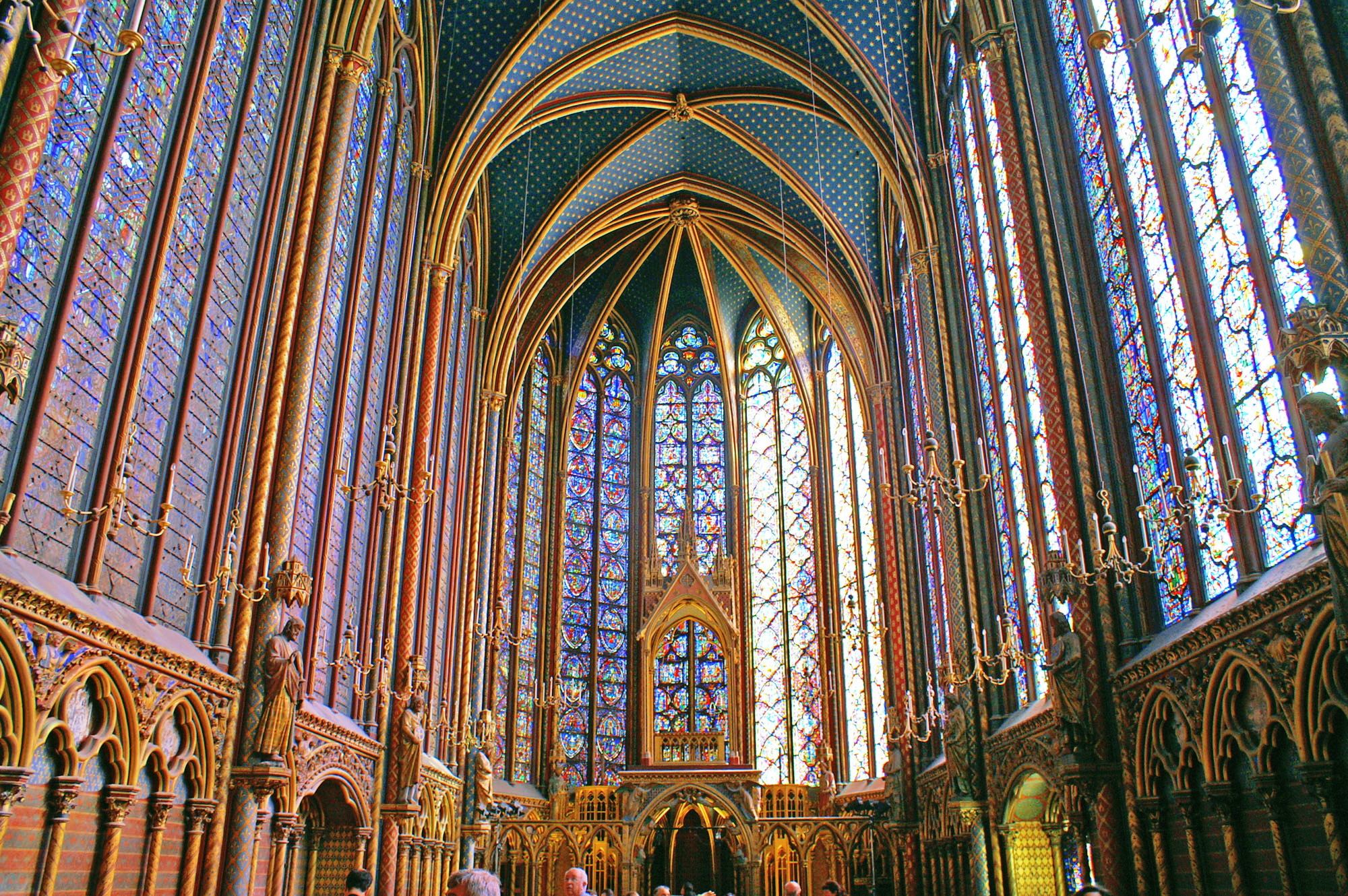
Le finestre della cappella superiore.
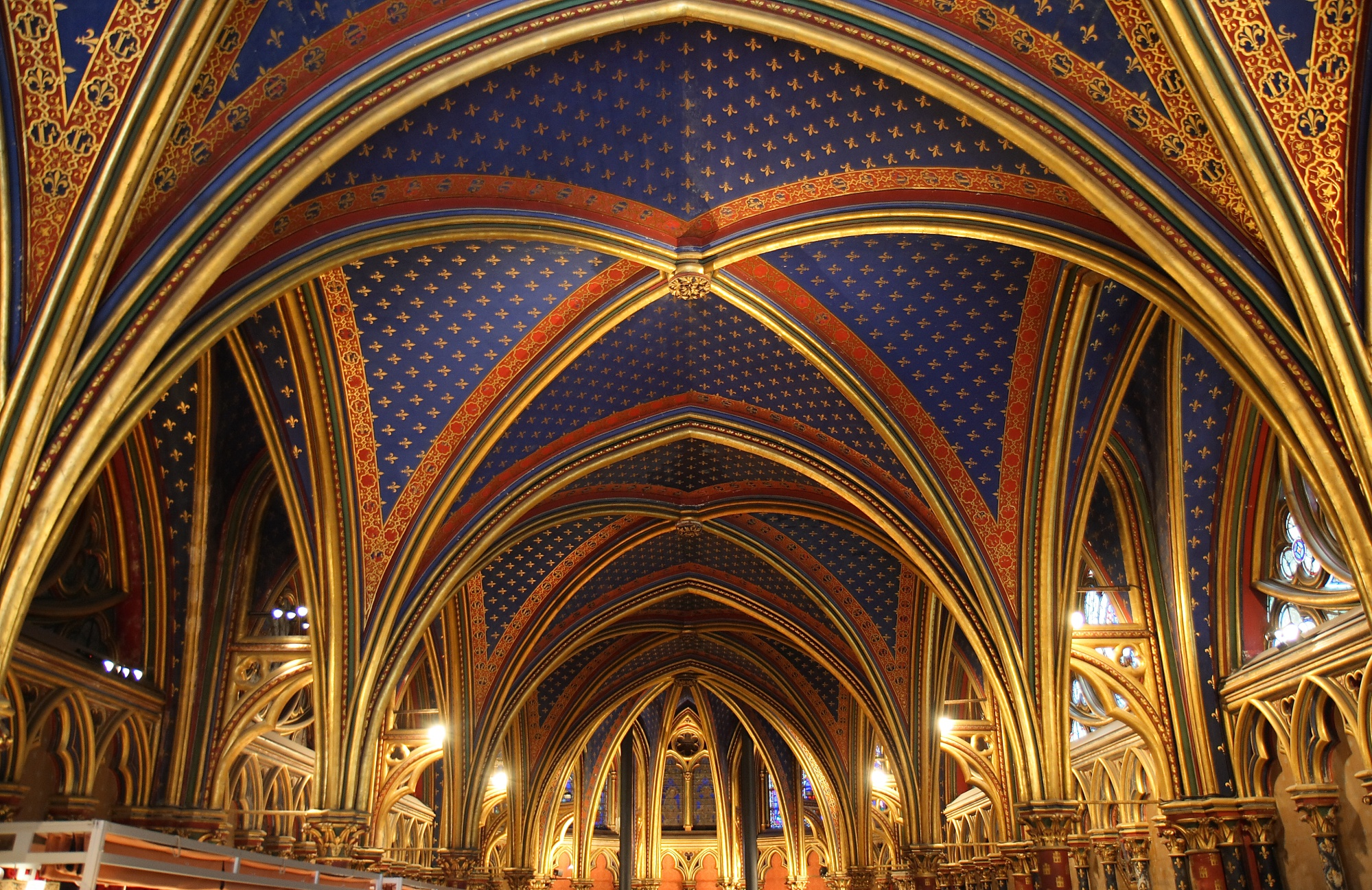
Il soffitto della cappella inferiore.

La Sainte-Chapelle fu costruita dal re Luigi IX, in seguito noto come San Luigi, tra il 1241 e il 1248, per conservare le sante reliquie della Crocifissione di Cristo ottenute da Luigi, inclusa quella che si credeva fosse la Corona di Spine. Il livello inferiore della cappella fungeva da chiesa parrocchiale per gli abitanti del palazzo. Il livello superiore era utilizzato solo dal re e dalla famiglia reale. Le vetrate della cappella superiore, circa la metà originali, sono uno dei monumenti più importanti dell'arte medievale a Parigi. La cappella venne trasformata in un deposito per gli atti giudiziari del Palazzo di Giustizia dopo la Rivoluzione, ma è stata accuratamente restaurata nel corso del XIX secolo.

### Il carcere del XVIII secolo

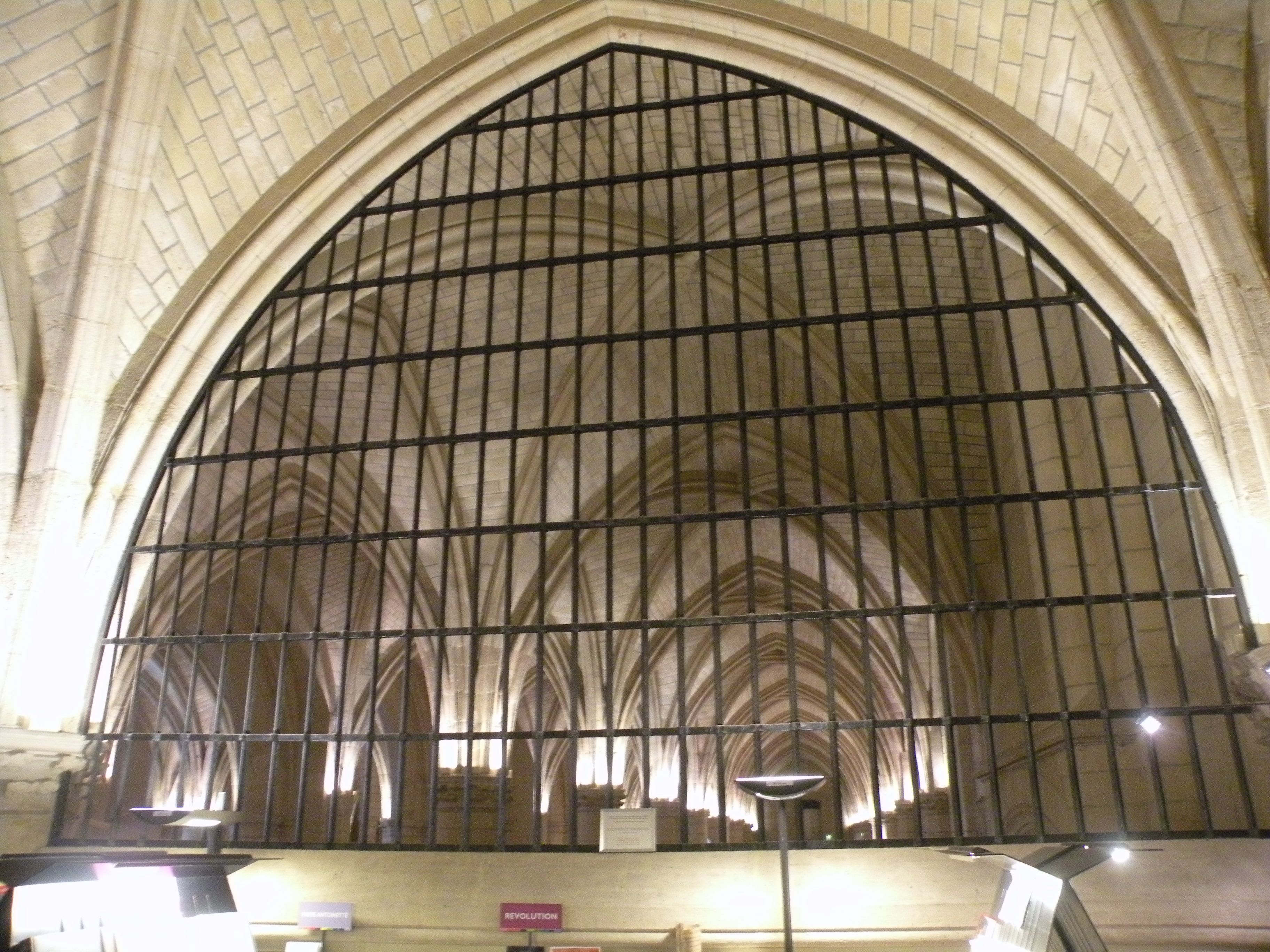
La Rue de Paris.
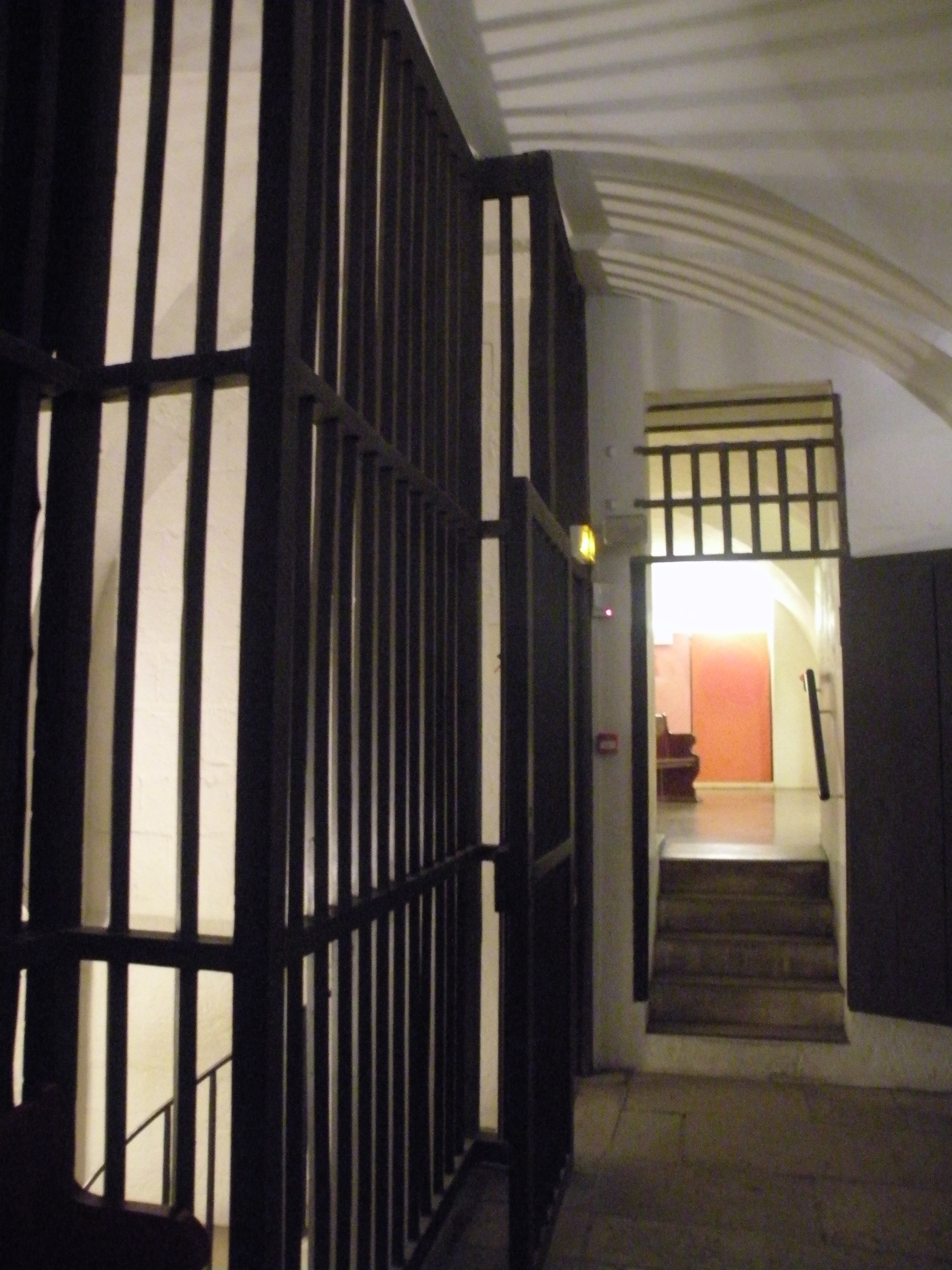
Celle di prigione.
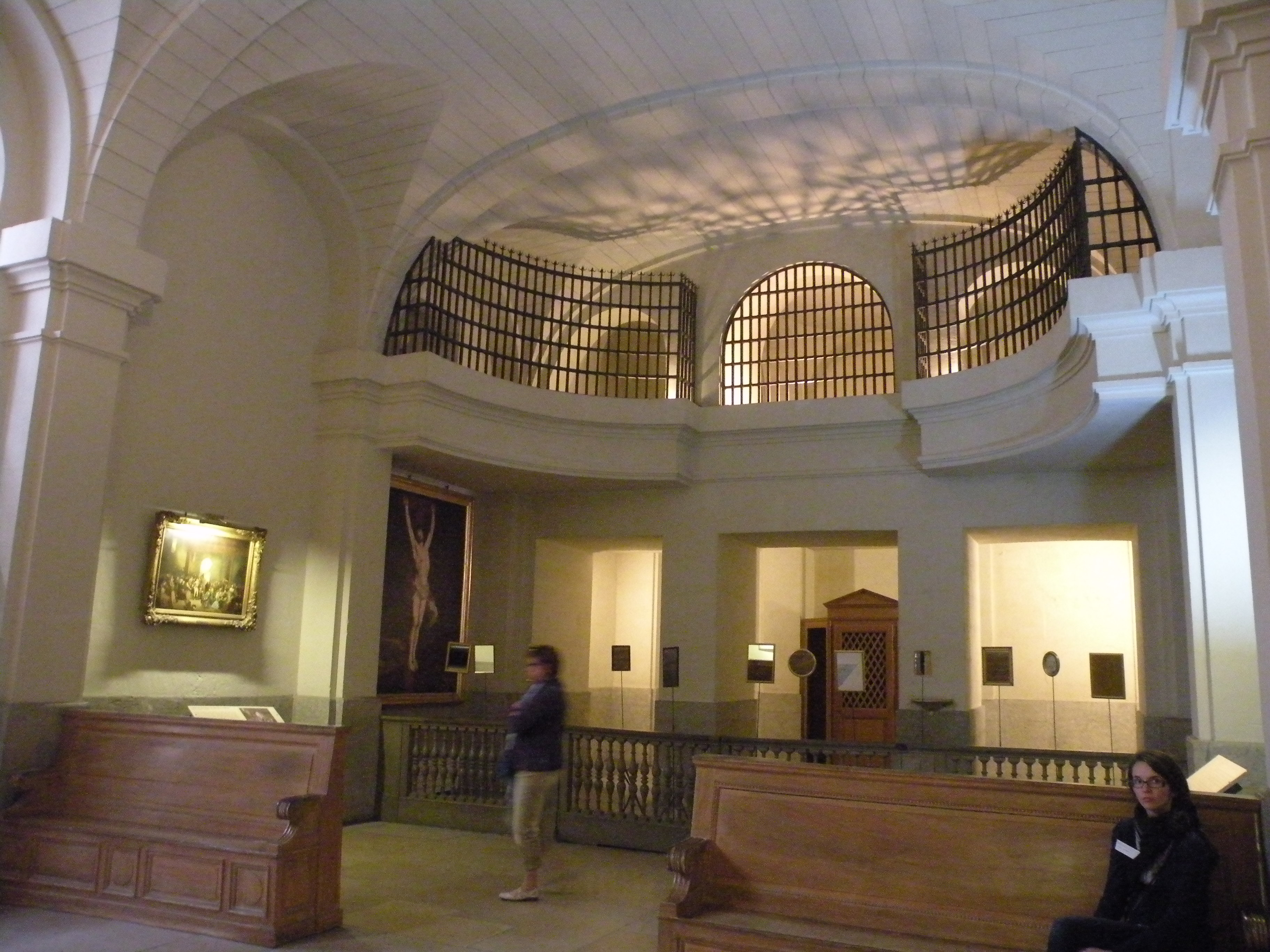
La Cappella dei Girondini, convertita in celle di prigione.

Il quartiere carcerario del Palazzo, oggi visibile, risale alla fine del XVIII secolo. Dopo un incendio nel 1776, Luigi XVI fece ricostruire una sezione della prigione della Conciergerie. Durante la Rivoluzione francese servì come prigione principale per i prigionieri politici, tra cui Maria Antonietta, prima dei loro processi ed esecuzione. La prigione fu ampiamente ricostruita nel XIX secolo e molte stanze famose, come la cella originale di Maria Antonietta, scomparvero. Tuttavia, una parte della prigione è stata restaurata per il 200º anniversario della Rivoluzione francese nel 1989 e può essere visitata.
La Rue de Paris era una sezione della Salle des gardes che era separata da una griglia dal resto della sala durante il XV secolo. Durante la Rivoluzione fu usata come cella comune per i prigionieri quando tutte le altre erano piene. Prese il nome da "Monsieur Paris", soprannome del carnefice.
La Cappella dei Girondini è una camera che è cambiata poco dalla Rivoluzione. Fu costruita dopo l'incendio del 1776 sul sito dell'oratorio medievale del Palazzo. Nel 1793 e nel 1794, quando la prigione era sovraffollata, fu convertita in celle carcerarie. Prese il nome dai Girondini, una fazione rivoluzionaria di deputati che si opponeva ai Montagnard più radicali di Robespierre. I Deputati furono arrestati e tennero un ultimo "banchetto" nella cappella la notte prima della loro esecuzione.
La Cour des Femmes era il cortile dove le donne prigioniere, tra cui Maria Antonietta, potevano camminare, lavare i vestiti nella fontana o mangiare a un tavolo all'aperto. Il cortile è poco cambiato dai tempi della Rivoluzione.
La cella in cui Maria Antonietta trascorse due mesi e mezzo prima del suo processo e della sua esecuzione fu trasformata in una cappella espiatoria dal re Luigi XVIII dopo la restaurazione della monarchia. La cappella occupa sia lo spazio della sua cella originale che l'infermeria della prigione, dove Robespierre fu detenuto dopo il suo tentativo di suicidio e prima del suo processo ed esecuzione.